# Nikita Khrushchov
Nikita Serguêievitch Khrushchov (também grafado Khrushchev ou Cruschev, em cirílico Никита Сергеевич Хрущёв, transl. Nikíta Syerguêievitch Khruchtchof; Kalinovka, Oblast de Kursk, 15 de abril de 1894 – Moscou, 11 de setembro de 1971) foi um político soviético que liderou a União Soviética durante parte da Guerra Fria como Secretário-Geral do Partido Comunista da União Soviética de 1953 a 1964 e como presidente do Conselho de Ministros (ou primeiro-ministro) de 1958 a 1964. Khrushchov foi responsável pela desestalinização da União Soviética, pelo apoio ao progresso do primeiro programa espacial soviético, e por várias reformas relativamente liberais em áreas de política interna. Os colegas de partido de Khrushchov o retiraram do poder em 1964, substituindo-o por Leonid Brejnev como primeiro secretário e Alexei Kossygin como primeiro-ministro.
Khrushchov nasceu em 1894 na aldeia de Kalinovka, na Rússia ocidental, perto da fronteira atual entre a Rússia e a Ucrânia. Ele foi empregado como metalúrgico durante sua juventude, e foi comissário político durante a Guerra Civil Russa. Com a ajuda de Lazar Kaganovich, ele subiu na hierarquia soviética. Ele apoiou os expurgos contra a velha guarda bolchevique dirigidos por Josef Stalin, e aprovou milhares de prisões. Em 1938, Stalin o enviou para governar a RSS ucraniana, tendo continuado a repressão durante sua administração. Durante a qual ficou conhecida na União Soviética como a Grande Guerra Patriótica (Frente Oriental da Segunda Guerra Mundial), Khrushchov foi novamente um comissário, servindo como intermediário entre Stalin e seus generais. Khrushchov esteve presente na sangrenta defesa de Stalingrado, fato que lhe causou grande orgulho ao longo de sua vida. Após a guerra, ele retornou à Ucrânia antes de ser chamado a Moscou como um dos conselheiros próximos de Stalin.
Em 5 de março de 1953, a morte de Stalin desencadeou uma luta pelo poder na qual Khrushchov saiu vitorioso ao consolidar sua autoridade como Secretário-Geral. Em 25 de fevereiro de 1956, no XX Congresso do Partido, ele proferiu o "Discurso Secreto", no qual denunciou os expurgos de Stalin e deu início a uma era menos repressiva na União Soviética. Suas políticas internas foram na sua maioria ineficazes, especialmente na agricultura. Esperando eventualmente contar com mísseis para a defesa nacional, Khrushchov ordenou grandes cortes orçamentais nas forças convencionais. Apesar dos cortes, foi justamente durante o governo de Khrushchov que ocorreu o período mais tenso da Guerra Fria, culminando com a Crise dos Mísseis de Cuba, em 1962.
Khrushchov teve forte apoio durante os anos 50 graças a grandes vitórias como na Crise de Suez, no lançamento do Sputnik, na Crise da Síria de 1957, e no incidente do U-2 de 1960. No início dos anos 60, no entanto, a popularidade de Khrushchov foi corroída por falhas em suas políticas, bem como pelo seu comportamento durante a Crise dos Mísseis. Isto encorajou seus oponentes em potencial, que silenciosamente subiram em força e depuseram como primeiro-ministro em outubro de 1964. Entretanto, ele não sofreu o destino mortal das lutas anteriores pelo poder soviético, e foi aposentado com um apartamento em Moscou e um datcha na zona rural. Suas longas memórias foram contrabandeadas ao Ocidente e publicadas em parte em 1970. Khrushchov morreu em 1971 de um ataque cardíaco. 

## Primeiros anos
Khrushchov nasceu em 15 de abril de 1894, em Kalinovka, uma vila no que hoje é o Oblast de Kursk  da Rússia, perto da atual fronteira com a Ucrânia. Seus pais, Sergei Khrushchov e Xeniya Khrushcheva, eram camponeses pobres de origem russa, e tiveram uma filha dois anos mais nova que Nikita, Irina. Sergei Khrushchev foi empregado em vários cargos na região de Donbas, no extremo leste da Ucrânia, trabalhando como ferroviário, como mineiro e trabalhando em uma fábrica de tijolos. Os salários eram muito mais altos na região de Donbas do que na região de Kursk, e Sergei Khrushchov geralmente deixava sua família em Kalinovka, retornando para lá quando tinha dinheiro suficiente.

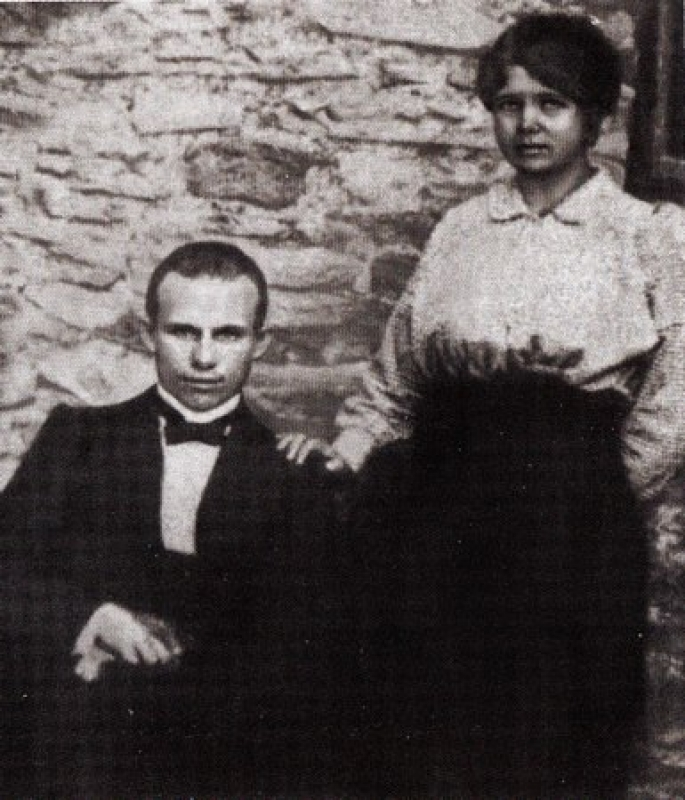
Khrushchov e sua primeira esposa, Yefrosinia, em 1916.

Kalinovka era uma aldeia camponesa; a professora de Khrushchov, Lydia Shevchenko, declarou mais tarde que nunca tinha visto uma aldeia tão pobre como Kalinovka tinha sido. Nikita trabalhava como pastor desde tenra idade. Ele foi educado por um total de quatro anos, parte na escola paroquial da aldeia e parte sob a tutela de Shevchenko, na escola estadual de Kalinovka. De acordo com Khrushchov em suas memórias, Shevchenko era um pensador livre, que perturbou os aldeões ao não frequentar a igreja, e quando o irmão dele o visitou, ele deu ao menino livros que haviam sido proibidos pelo Governo Imperial. Ele instou Nikita a buscar mais educação, mas as finanças da família não permitiram isso.
Em 1908, Sergei Khrushchov mudou-se para a cidade de Yuzovka (hoje Donetsk, Ucrânia); Nikita, de catorze anos, o seguiu mais tarde naquele ano, enquanto Ksenia Khrushcheva e sua filha vieram depois. Yuzovka, que foi renomeada Stalino em 1924 e Donetsk em 1961, estava no coração de uma das áreas mais industrializadas do Império Russo. Depois que o menino trabalhou brevemente em outros campos, os pais de Khrushchov encontraram um lugar para ele como aprendiz de montador de metais. Ao completar esse aprendizado, o adolescente Khrushchov foi contratado por uma fábrica. Perdeu esse emprego quando recolheu dinheiro para as famílias das vítimas do massacre dos Campos de Ouro de Lena, e foi contratado para consertar equipamentos subterrâneos em uma mina na vizinha Rutchenkovo, onde seu pai era o organizador do sindicato, e ajudou a distribuir cópias e organizar leituras públicas do Pravda. Mais tarde ele declarou que considerava emigrar para os Estados Unidos por melhores salários, mas não o fez.
Quando a Primeira Guerra Mundial eclodiu em 1914, Khrushchov estava isento de alistamento porque era um metalúrgico qualificado. Ele foi empregado por uma oficina que prestava serviço a dez minas, e esteve envolvido em várias greves que exigiam salários mais altos, melhores condições de trabalho e o fim da guerra. Em 1914, ele se casou com Yefrosinia Pisareva, filha do operador de elevador da mina de Rutchenkovo. Em 1915, tiveram uma filha, Yulia, e em 1917, um filho, Leonid.
Após a abdicação do czar Nicolau II em 1917, o novo governo provisório russo em Petrogrado teve pouca influência sobre a Ucrânia. Khrushchev foi eleito para o conselho dos trabalhadores (ou Sovietes) em Rutchenkovo, e em maio tornou-se seu presidente. Ele não se juntou aos bolcheviques até 1918, ano em que a Guerra Civil Russa, entre os bolcheviques e uma coalizão de opositores conhecida como Exército Branco, começou com seriedade. Seu biógrafo, William Taubman, sugere que a demora de Khrushchev em se filiar aos bolcheviques foi porque se sentia mais próximo dos mencheviques que priorizavam o progresso econômico, enquanto os bolcheviques buscavam o poder político. Em suas memórias, Khrushchov indicou que esperava porque havia muitos grupos, e era difícil mantê-los todos em linha reta.
Em março de 1918, o governo bolchevique concluiu uma paz separada com os Impérios Centrais, tendo os alemães ocupado a região de Donbas e Khrushchov fugido para Kalinovka. No final de 1918 ou início de 1919 ele foi mobilizado para o Exército Vermelho como comissário político. O cargo de comissário político havia sido introduzido recentemente, pois os bolcheviques passaram a contar menos com ativistas operários e mais com recrutas militares; suas funções incluíam doutrinação de recrutas nos princípios do bolchevismo, e promoção da moral das tropas e prontidão para a batalha. Começando como comissário de um pelotão de construção, Khrushchov subiu para se tornar comissário de um batalhão de construção e foi enviado da frente para um curso político de dois meses. O jovem comissário ficou muitas vezes sob fogo inimigo, embora muitas das histórias de guerra que contaria mais tarde na vida lidasse mais com sua (e de suas tropas) inépcia cultural do que com o combate. Em 1921, a guerra civil terminou, e Khrushchov foi designado como comissário de uma brigada de trabalhadores no Donbas, onde ele e seus homens viviam em condições precárias.
As guerras haviam causado devastação e fome generalizada, e uma das vítimas da fome e da doença foi a esposa de Khrushchov, Yefrosinia, que morreu de tifo em Kalinovka enquanto Khrushchov estava no exército. O comissário voltou para o funeral e, fiel aos seus princípios bolcheviques, recusou-se a permitir que o caixão de sua esposa entrasse na igreja local. Com a única entrada para o adro passava pela Igreja, ele mandou levantar o caixão e passar por cima da cerca para o cemitério, chocando a vila.

## Funcionário do partido

### Período em Donbas
Através da intervenção de um amigo, Khrushchov foi designado em 1921 como diretor assistente de assuntos políticos para a mina de Rutchenkovo na região de Donbas, onde já havia trabalhado. Na época, o movimento foi dividido pela Nova Política Econômica de Lenin, que permitiu alguma medida de iniciativa privada e foi visto como um retiro ideológico por alguns bolcheviques. Enquanto a responsabilidade de Khrushchov estava nos assuntos políticos, ele se envolveu na prática de retomar a produção plena na mina após o caos dos anos de guerra. Ele ajudou a retomar as máquinas (peças-chave e papéis haviam sido retirados pelos proprietários da mina pré-soviética) e usou seu antigo equipamento de mina para inspeções.
Khrushchov teve muito sucesso na mina de Rutchenkovo, e em meados de 1922 foi-lhe oferecido o cargo de diretor da mina vizinha de Pastukhov. No entanto, ele recusou a oferta, procurando ser designado para a recém-criada faculdade técnica (tekhnikum) em Yuzovka, embora seus superiores estivessem relutantes em deixá-lo ir. Como ele tinha apenas quatro anos de escolaridade formal, ele se inscreveu no programa de treinamento (rabfaki) ligado ao tekhnikum, que foi projetado para levar alunos com pouca escolaridade ao nível do ensino médio, um pré-requisito para a entrada no tekhnikum. Enquanto estava matriculado no rabfaki, Khrushchov continuou seu trabalho na mina de Rutchenkovo. Um de seus professores mais tarde o descreveu como um mal estudante. Ele teve mais sucesso em avançar no Partido Comunista; logo após sua admissão no rabfaki em agosto de 1922, foi nomeado secretário do partido de toda a tekhnikum, e tornou-se membro do conselho de governo do comitê do partido para a cidade de Yuzovka (renomeado Stalino em 1924). Ele se uniu brevemente aos apoiadores de Leon Trótski contra os de Josef Stalin sobre a questão da democracia partidária. Todas essas atividades o deixaram com pouco tempo para seus trabalhos escolares, e embora mais tarde ele tenha afirmado ter terminado seus estudos no rabfaki, não está claro se isso era verdade.
Os estudos de Khrushchov foram auxiliados por Nina Petrovna Kukharchuk, uma organizadora do Partido bem-educada e filha de camponeses ucranianos abastados, de acordo com algumas fontes. Os dois viveram juntos como marido e mulher pelo resto da vida de Khrushchov, embora nunca tenham registrado seu casamento. Eles tiveram três filhos juntos: a filha Rada nasceu em 1929, o filho Sergei em 1935 e a filha Elena em 1937.
Em meados de 1925, Khrushchov foi nomeado secretário do Partido do Petrovo-Marinsky raikom, ou distrito, perto de Stalino. No final de 1925, Khrushchov foi eleito delegado sem direito a voto do 14º Congresso do Partido Comunista da URSS em Moscou.

### O protegido de Kaganovich

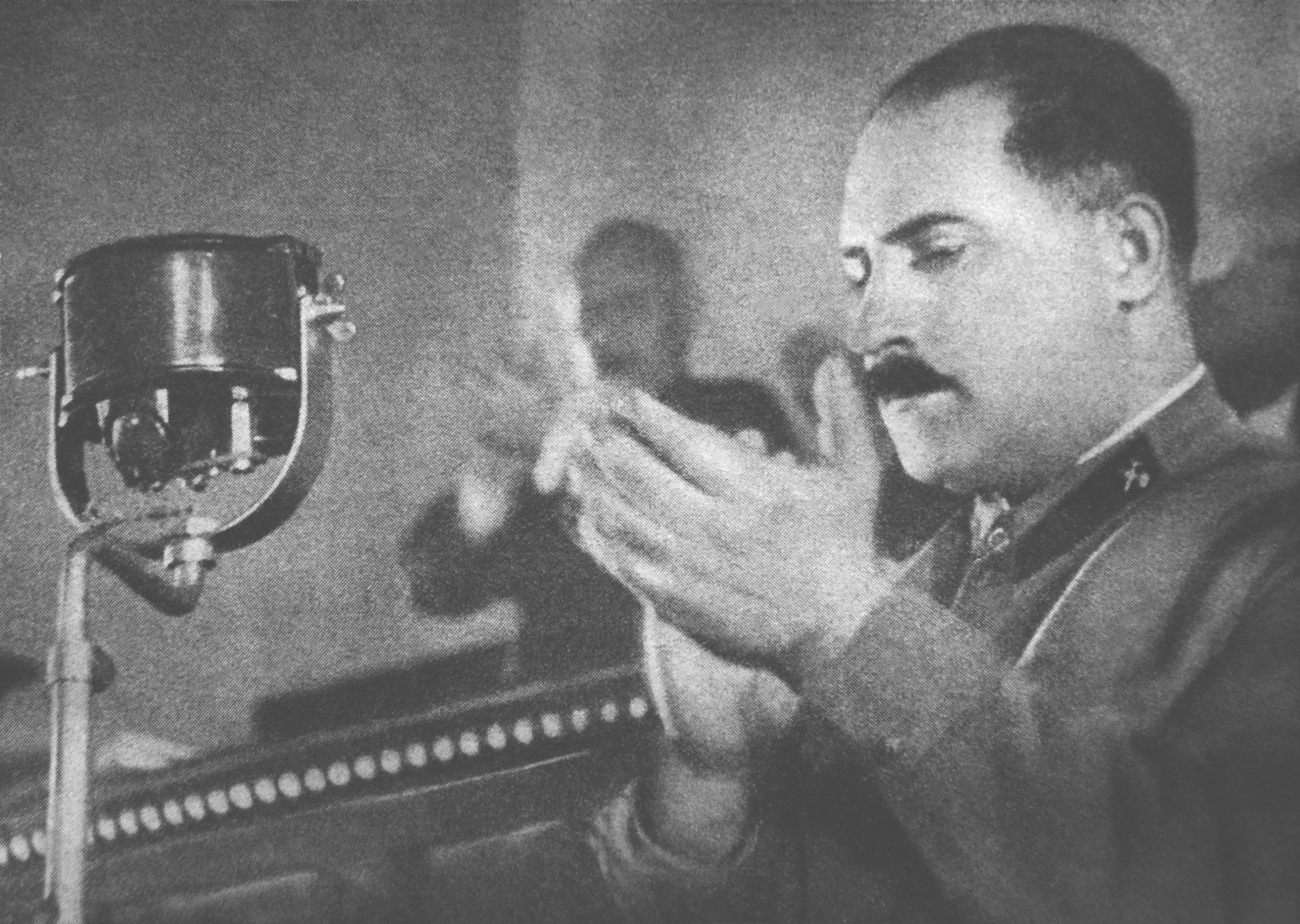
Lazar Kaganovich em 1936. Ele foi apelidado de "Lazar de Ferro" por sua impiedade ao implementar as ordens de Stalin. Como membro do Politburo ele assinou pessoalmente 188 listas de execução, contendo nomes de mais de 19 000 pessoas.

Khrushchov conheceu Lazar Kaganovich em 1917. Em 1925, Kaganovich tornou-se chefe do Partido na Ucrânia e Khrushchov, caindo sob seu patronato, foi rapidamente promovido. Ele foi nomeado segundo no comando do aparelho do partido de Stalino no final de 1926. Em nove meses seu superior, Konstantin Moiseyenko, foi deposto, o que, segundo Taubman, foi devido à instigação de Khrushchov. Kaganovich transferiu Khrushchov para Carcóvia, então a capital da Ucrânia, como chefe do Departamento Organizacional do Comitê Central do Partido Ucraniano. Em 1928, Khrushchov foi transferido para Kiev, onde serviu como segundo em comando da organização do Partido.
Em 1929, Khrushchov procurou novamente aprimorar sua formação, seguindo Kaganovich (agora no Kremlin como associado próximo de Stalin) para Moscou e matriculando-se na Academia Industrial de Stalin. Khrushchev nunca completou seus estudos lá, mas sua carreira no Partido floresceu. Quando a célula do Partido na academia elegeu vários direitistas para uma próxima conferência distrital do Partido, a célula foi atacada no Pravda. Khrushchov saiu vitorioso na luta de poder que se seguiu, tornando-se secretário do Partido na academia, fazendo com que os delegados fossem retirados e depois purgando a célula dos direitistas. Khrushchov subiu rapidamente nas fileiras do partido, primeiro tornando-se líder do partido para o distrito de Bauman, sede da Academia, antes de assumir a mesma posição no distrito de Krasnopresnensky, o maior e mais importante da capital. Em 1932, Khrushchov tornou-se o segundo no comando, atrás de Kaganovich, da organização do Partido da cidade de Moscou, e em 1934, tornou-se líder do Partido para a cidade e membro do Comitê Central do Partido. Khrushchov atribuiu sua rápida ascensão a sua proximidade com sua colega da Academia, Nadezhda Alliluyeva, esposa de Stalin. Em suas memórias, Khrushchov declarou que Alliluyeva falava bem dele ao marido. Seu biógrafo, William Tompson, minimiza a possibilidade, afirmando que Khrushchov estava muito baixo na hierarquia do Partido para desfrutar do patrocínio de Stalin, e que se a influência foi trazida à carreira de Khrushchov nesta fase, foi por Kaganovich.
Enquanto chefe da organização da cidade de Moscou, Khrushchov superintendeu a construção do metrô de Moscou, um empreendimento altamente caro, com Kaganovich no comando geral. Diante de uma data de inauguração já anunciada, 7 de novembro de 1934, Khrushchov assumiu riscos consideráveis na construção e passou grande parte de seu tempo descendo nos túneis. Quando os inevitáveis acidentes aconteceram, eles foram retratados como sacrifícios heroicos em uma grande causa. O metrô só abriu em 1 de maio de 1935, mas Khrushchov recebeu a Ordem de Lenin por seu papel na sua construção. Mais tarde naquele ano, foi escolhido como Primeiro Secretário do Comitê Regional de Moscou, responsável pelo oblast de Moscou, uma província com uma população de 11 milhões de habitantes.
A partir de 1934, Stalin iniciou uma campanha de repressão política conhecida como o Grande Expurgo, durante a qual milhões de pessoas foram enviadas para o Gulag ou executadas. No centro dessa campanha estavam os Julgamentos de Moscou, uma série de julgamentos públicos dos principais líderes purgados do partido e do exército. No final de 1937, Stalin nomeou Khrushchov como chefe do Partido Comunista na Ucrânia, e ele deixou Moscou em direção a Kiev, novamente a capital ucraniana, em janeiro de 1938. A Ucrânia tinha sido o local de extensas purgas, com os assassinados incluindo seus professores em Stalino, que Khrushchov respeitava muito. As altas patentes do Partido não estavam imunes; o Comitê Central da Ucrânia estava tão devastado que não conseguiu reunir um quórum. O biógrafo William Taubman sugeriu que como Khrushchov foi novamente denunciado sem sucesso enquanto estava em Kiev, ele deve ter sabido que algumas das denúncias não eram verdadeiras e que pessoas inocentes estavam sofrendo. Em 1939, Khrushchov se dirigiu ao 14º Congresso do Partido Ucraniano, dizendo: "Camaradas, devemos desmascarar e destruir implacavelmente todos os inimigos do povo. Mas não devemos permitir que um único bolchevique honesto seja prejudicado". Devemos conduzir uma luta contra os caluniadores".
Khrushchov não tinha motivos para se achar imune às purgas, e em 1937, confessou seu próprio "namoro" de 1923 com o trotskismo a Kaganovich, que, segundo Khrushchov, "apagou" (pois os pecados de seu protegido poderiam afetar sua própria posição) e o aconselhou a contar a Stalin. O ditador deu um passo a frente em relação a confissão, pois, após aconselhar inicialmente Khrushchov a manter o silêncio, sugeriu que ele contasse sua história para a conferência do partido em Moscou. Khrushchov o fez, como uma forma de propaganda, sendo imediatamente reeleito para seu posto. Khrushchov relatou em suas memórias que ele também foi denunciado por um colega preso. Stalin contou a ele sobre a acusação pessoalmente, olhando-o nos olhos e aguardando sua resposta. Khrushchov especulou em suas memórias que se Stalin tivesse duvidado de sua reação, ele teria sido categorizado como inimigo do povo a partir daquele instante. No entanto, Khrushchov tornou-se candidato a membro do Politburo em 14 de janeiro de 1938 e membro pleno em março de 1939.

## Segunda Guerra Mundial

#### Ocupação do território polonês
Quando as tropas soviéticas, de acordo com o Pacto Molotov-Ribbentrop, invadiram a porção oriental da Polônia em 17 de setembro de 1939, Khrushchov acompanhou as tropas sob ordem de Stalin. Um grande número de ucranianos étnicos vivia na área invadida, grande parte da qual hoje forma a porção ocidental da Ucrânia. Muitos habitantes, portanto, inicialmente saudaram a invasão, embora esperassem que eles acabassem por se tornar independentes. O papel de Khrushchov era assegurar que as áreas ocupadas votassem a favor da união com a URSS. Através de uma combinação de propaganda, engano quanto ao que estava sendo votado, e fraude direta, os soviéticos asseguraram que as assembleias eleitas nos novos territórios solicitassem por unanimidade a união com a URSS. Dessa forma, a Ucrânia Ocidental tornou-se parte da República Socialista Soviética Ucraniana (RSS Ucraniana) em 1 de novembro de 1939. As ações desastrosas por parte dos soviéticos, como a doação de terras confiscadas paras as fazendas coletivas (kolkhozes) em vez dos camponeses, logo alienaram os ucranianos ocidentais, prejudicando os esforços de Khrushchov para alcançar uma união.

#### Guerra contra a Alemanha
Quando a Alemanha nazista invadiu a URSS, em junho de 1941, Khrushchov ainda estava no seu posto em Kiev. Stalin o nomeou comissário político, e ele serviu em várias frentes como intermediário entre os comandantes militares locais e os governantes políticos em Moscou. Stalin usou Khrushchov para manter os comandantes com rédea curta, enquanto os comandantes procuravam fazê-lo influenciar Stalin. Enquanto os alemães avançavam, Khrushchov trabalhou com os militares na tentativa de defender e salvar Kiev. Deficiente por ordens de Stalin de que em nenhuma circunstância a cidade deveria ser abandonada, o Exército Vermelho foi logo cercado pelos alemães. Enquanto os alemães declararam ter feito 655 mil prisioneiros, segundo os soviéticos, 150 541 homens de 677 085 escaparam da armadilha. Fontes primárias diferem sobre o envolvimento de Khrushchov neste ponto. Segundo o marechal Gueorgui Júkov, Khrushchov persuadiu Stalin a não evacuar as tropas de Kiev. Entretanto, Khrushchov observou em suas memórias que ele e o marechal Semyon Budyonny propuseram a redistribuição das forças soviéticas para evitar o cerco até que o marechal Semyon Timoshenko chegasse de Moscou com ordens para que as tropas mantivessem suas posições. O biógrafo inicial de Khrushchov, Mark Frankland, sugeriu que a fé de Khrushchov em seu líder foi abalada pelos reveses do Exército Vermelho. Ele declarou em suas memórias:
Mas deixe-me voltar ao avanço inimigo na área de Kiev, o cerco do nosso grupo e a destruição do 37º Exército. Mais tarde, o Quinto Exército também pereceu;... Tudo isso foi insensato, e do ponto de vista militar, uma demonstração de ignorância, incompetência e analfabetismo.;... Aí você tem o resultado de não dar um passo para trás. Não conseguimos salvar essas tropas porque não as retiramos e, como resultado, simplesmente as perdemos.;... E ainda assim foi possível permitir que isso não acontecesse.
Em 1942, Khrushchov estava na Frente Sudoeste, e ele e Timoshenko propuseram uma contra-ofensiva maciça em direção a Cracóvia. Stalin aprovou apenas parte do plano, mas 640 mil soldados do Exército Vermelho ainda estariam envolvidos na ofensiva. Os alemães, no entanto, haviam deduzido que os soviéticos provavelmente atacariam na Cracóvia, e montariam uma armadilha. A partir de 12 de maio de 1942, a ofensiva soviética inicialmente parecia bem-sucedida, mas dentro de cinco dias os alemães haviam entrado profundamente nos flancos soviéticos, e as tropas do Exército Vermelho corriam o risco de serem isoladas. Stalin recusou-se a parar a ofensiva, e as divisões do Exército Vermelho foram logo cercadas pelos alemães. A URSS perdeu cerca de 267 mil soldados, incluindo mais de 200 mil homens capturados. Stalin rebaixou Timoshenko e chamou Khrushchov para Moscou. O ditador chegou a insinuar que ordenaria a prisão e execução de Khrushchov, mas acabou permitindo que o comissário retornasse à frente, enviando-o para Stalingrado.

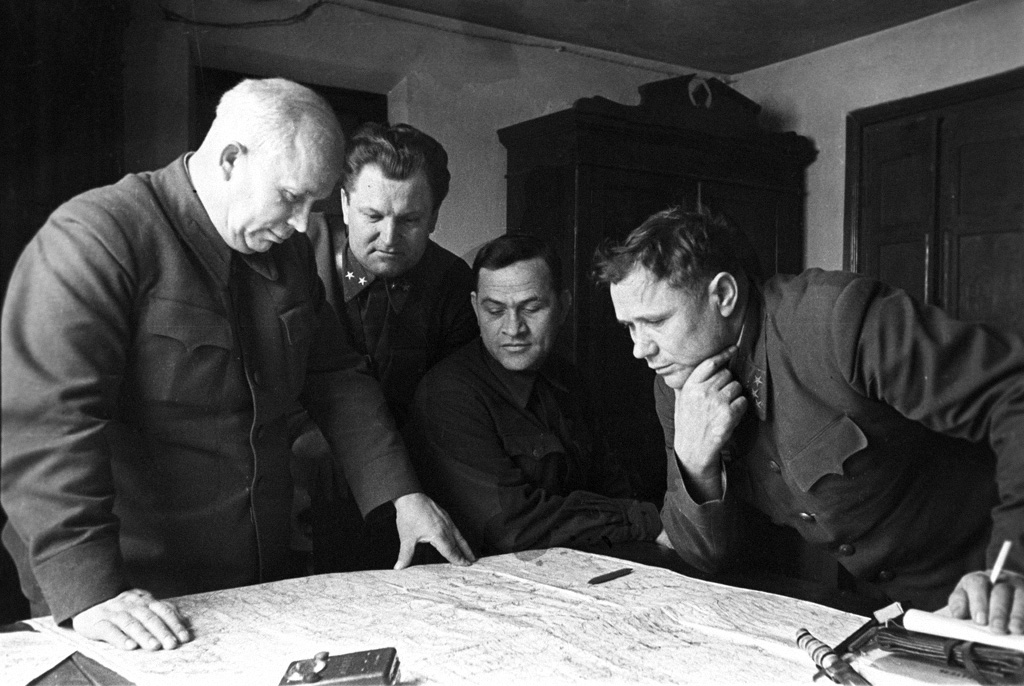
Khrushchov (esquerda) na Frente de Stalingrado.

Khrushchov chegou à Frente de Stalingrado em agosto de 1942, logo após o início da batalha pela cidade. Seu papel na defesa de Stalingrado não foi muito impactante, o general Vasily Chuikov, que liderou a defesa da cidade, menciona Khrushchov apenas brevemente em um livro de memórias publicado enquanto Khrushchov era o primeiro-ministro, mas até o final de sua vida, ele estava orgulhoso de seu papel. Embora ele tenha visitado Stalin em Moscou na ocasião, ele permaneceu em Stalingrado durante grande parte da batalha, e foi quase morto pelo menos uma vez. Ele propôs um contra-ataque, apenas para descobrir que Júkov e outros generais já haviam planejado a Operação Urano, um plano para sair das posições soviéticas, cercar e destruir os alemães; ela estava sendo mantida em segredo. Antes do lançamento de Urano, Khrushchov passava muito tempo verificando a prontidão e o moral das tropas, interrogando prisioneiros nazistas e recrutando alguns para fins de propaganda.
Logo depois de Stalingrado, Khrushchov se encontrou com uma tragédia pessoal, pois seu filho Leonid, um piloto de caça, foi abatido e morto em ação em 11 de março de 1943. As circunstâncias da morte de Leonid permanecem obscuras e controversas, pois nenhum de seus companheiros de voo afirmou que o testemunhou a ser abatido, nem seu avião foi encontrado ou seu corpo recuperado. Como resultado, o destino de Leonid tem sido objeto de considerável especulação. Uma teoria afirma que Leonid teria sobrevivido ao acidente e colaborando com os alemães, e quando ele foi recapturado pelos soviéticos, Stalin ordenou que ele fosse baleado apesar de Nikita implorar por sua vida. Esta suposta matança é usada para explicar porque Khrushchov denunciou Stalin mais tarde no Discurso Secreto. Embora não haja provas que sustentem este relato nos arquivos soviéticos, alguns historiadores alegam que o arquivo de Leonid Khrushchev foi adulterado após a guerra. Nos anos posteriores, o companheiro de ala de Leonid Khrushchev declarou que viu seu avião se desintegrar, mas não o denunciou. O biógrafo de Khrushchov, Taubman, especula que essa omissão provavelmente evitaria a possibilidade de ser visto como cúmplice da morte do filho de um membro da Politburo. Em meados de 1943, a esposa de Leonid, Liuba Khrushcheva, foi presa por acusações de espionagem e condenada a cinco anos num campo de trabalho, e seu filho (por outro relacionamento), Tolya, foi colocado em uma série de orfanatos. A filha de Leonid, Yulia, foi criada por Nikita e sua esposa.
Depois que a Operação Urano forçou os alemães a se retirarem, Khrushchov serviu em outras frentes da guerra. Ele foi agregado às tropas soviéticas na Batalha de Kursk, em julho de 1943, que derrotou a última grande ofensiva alemã em solo soviético. Posteriormente, ele relatou que interrogou um desertor das SS, descobrindo que os alemães pretendiam um ataque - uma reivindicação rejeitada por seu biógrafo Taubman como "quase certamente exagerada". Ele acompanhou as tropas soviéticas ao tomarem Kiev em novembro de 1943, entrando na cidade despedaçada quando as forças soviéticas expulsaram as tropas alemãs. À medida que as forças soviéticas tiveram maior sucesso, levando os nazistas para o oeste em direção à Alemanha, Nikita se envolveu cada vez mais no trabalho de reconstrução na Ucrânia. Ele foi nomeado primeiro-ministro da RSS ucraniana, além do seu anterior posto no partido, um dos raros casos em que o partido ucraniano e os postos de líder civil eram ocupados por uma só pessoa.
Segundo o biógrafo William Tompson, é difícil avaliar o histórico de guerra de Khrushchov, já que na maioria das vezes ele agiu como parte de um conselho militar, e não é possível saber até que ponto ele influenciou as decisões. No entanto, Tompson aponta o fato de que as poucas menções de Khrushchov nas memórias militares publicadas durante a era Brejnev foram geralmente favoráveis, numa época em que "mal era possível mencionar Khrushchov no papel em qualquer contexto". Tompson sugere que essas menções favoráveis indicam que os oficiais militares tinham por Nikita uma alta consideração.

## Subida ao poder

### Retorno a Ucrânia

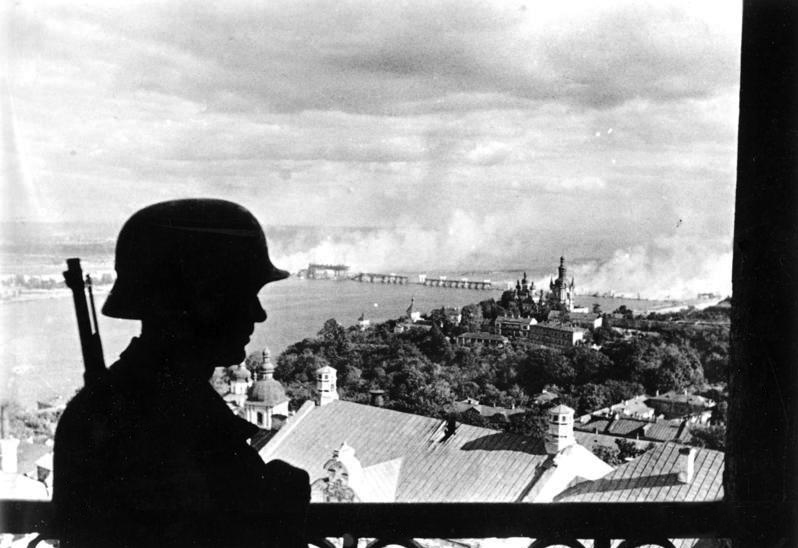
Um sentinela da Wehrmacht na cidadela da cidade conquistada de Kiev em 19 de setembro de 1941. Ao fundo, a ponte do rio Dniepre em chamas. Quando foi recuperada em 1943, Kiev estava parcialmente destruída.

Quase toda a Ucrânia tinha sido ocupada pelos alemães, e Khrushchov retornou a sua terra natal no final de 1943, encontrando uma enorme devastação. A indústria ucraniana havia sido destruída, e a agricultura enfrentava uma escassez crítica. Apesar de milhões de ucranianos terem sido levados para a Alemanha como trabalhadores ou prisioneiros de guerra, não havia alojamento suficiente para os que ficaram. Um em cada seis ucranianos foi morto na Segunda Guerra Mundial.
Khrushchov procurou reconstruir a Ucrânia, mas também desejava completar o trabalho interrompido de impor o sistema soviético sobre ela, embora esperasse que os expurgos da década de 1930 não se repetissem. Como a Ucrânia foi recuperada militarmente, foi imposto o recrutamento, e 750 mil homens entre dezenove e cinquenta anos de idade receberam treinamento militar mínimo e foram enviados para ingressar no Exército Vermelho. Outros ucranianos juntaram-se às forças partisans, desejando uma Ucrânia independente. Khrushchov correu de distrito em distrito através da Ucrânia, incitando a força de trabalho esgotada a maiores esforços. Ele fez uma breve visita à sua terra natal de Kalinovka, encontrando uma população faminta, com apenas um terço dos homens que haviam se alistado no Exército Vermelho voltando. Khrushchov fez o que pôde para ajudar a sua cidade natal. Apesar dos esforços de Khrushchov, em 1945, a indústria ucraniana estava em apenas um quarto dos níveis anteriores à guerra, e a colheita continuou a declinar até 1944, já que todo o território da Ucrânia ainda não havia sido retomado.
Num esforço para aumentar a produção agrícola, os kolkhozes (fazendas coletivas) tiveram o poder de expulsar os moradores que não estavam trabalhando em seu máximo potencial. Os líderes kolkhozes usaram isso como desculpa para expulsar seus inimigos pessoais, inválidos e idosos, e quase 12 mil pessoas foram enviadas para as partes orientais da União Soviética. Khrushchov considerou esta política muito eficaz, e recomendou sua adoção em outro lugar a Stalin. Ele também trabalhou para impor a coletivização da Ucrânia Ocidental. Enquanto ele esperava conseguir isso até 1947, a falta de recursos e a resistência armada dos partidários atrasou o processo. Os partisans, muitos dos quais lutaram no Exército Insurgente Ucraniano (EIU), foram gradualmente derrotados, já que a polícia e os militares soviéticos relataram ter matado 110 825 "bandidos" e capturado mais um quarto de milhão entre 1944 e 1946. Cerca de 600 mil ucranianos ocidentais foram presos entre 1944 e 1952, sendo um terço executados e os restantes presos ou exilados a leste.
Os anos de guerra de 1944 e 1945 tinham sido de colheitas fracas, e em 1946 a Ucrânia e a Rússia Ocidental sofreram uma seca intensa. Apesar disso, as fazendas coletivas e estatais foram obrigadas a entregar 52% da colheita ao governo. O governo soviético procurou coletar a maior quantidade possível de grãos para abastecer os aliados comunistas da Europa Oriental. Khrushchov fixou as cotas em um nível alto, levando Stalin a esperar uma quantidade irrealisticamente grande de grãos da Ucrânia. Os alimentos eram racionados, mas os trabalhadores rurais não-agrícolas em toda a URSS não recebiam cartões de racionamento. A inevitável fome estava em grande parte confinada às regiões rurais remotas, e era pouco notada fora da URSS. Khrushchov, percebendo a situação desesperada no final de 1946, apelou repetidamente a Stalin para que fosse ajudado, sendo recebido com raiva e resistência por parte do líder. Quando as cartas para Stalin não tiveram efeito, Khrushchov voou para Moscou e apresentou seu caso pessoalmente. Josef finalmente deu à Ucrânia ajuda alimentar limitada, e dinheiro para montar cozinhas de sopa gratuitas. Entretanto, a posição política de Khrushchov havia sido prejudicada, e em fevereiro de 1947, Stalin sugeriu que Lazar Kaganovich fosse enviado à Ucrânia para "ajudar" Khrushchov. No mês seguinte, o Comitê Central Ucraniano removeu Khrushchov como líder do partido em favor de Kaganovich, enquanto o mantinha como primeiro-ministro.
Logo após Kaganovich ter chegado em Kiev, Khrushchov adoeceu, e mal foi visto até setembro de 1947. Em suas memórias, Khrushchev indica que ele havia tido pneumonia; alguns biógrafos teorizaram que a doença de Khrushchov era inteiramente política, por medo de que sua perda de posição fosse o primeiro passo para a queda e a morte. Uma vez que Nikita conseguiu sair da cama, ele e sua família tiraram suas primeiras férias desde antes da guerra, para uma estação balnear na Letônia. Khrushchov, porém, logo quebrou a rotina da praia com viagens de caça aos patos, e uma visita a Kaliningrado, recentemente anexada a União soviética, onde percorreu fábricas e pedreiras. No final de 1947, Kaganovich havia sido chamado a Moscou e o Khrushchov recuperado havia sido restaurado a sua posição no Comitê Central. Ele então renunciou como primeiro-ministro em favor de Demyan Korotchenko, outro protegido de Khrushchov.
Os últimos anos de Nikita na Ucrânia foram geralmente pacíficos, com a indústria se recuperando, as forças soviéticas superando os partisans, e em 1947 e 1948 as colheitas foram melhores do que o esperado. A coletivização avançou na Ucrânia Ocidental, e Khrushchov implementou mais políticas que encorajaram a coletivização e desencorajaram as fazendas privadas. No entanto, estas às vezes saíram pela culatra: um imposto sobre as explorações pecuárias privadas levou os camponeses a abaterem seus animais. Com a ideia de eliminar as diferenças de atitude entre cidade e campo e transformar o campesinato em um "proletariado rural", Khrushchov concebeu a ideia do "agro-campo". Em vez de trabalhadores agrícolas que viviam em aldeias próximas a fazendas, eles viveriam mais longe em cidades maiores, que ofereceriam serviços municipais como utilidades e bibliotecas, que não estavam presentes nas aldeias. Ele completou apenas uma dessas cidades antes do seu retorno a Moscou em dezembro de 1949; ele a dedicou a Stalin como presente de 70 anos.

Em suas memórias, Khrushchov falava muito bem da Ucrânia, onde governou por mais de uma década:
Vou dizer que o povo ucraniano me tratou bem. Eu me lembro calorosamente dos anos que passei lá. Este foi um período cheio de responsabilidades, mas agradável porque trouxe satisfação... Mas longe de mim, inflar o meu significado. Todo o povo ucraniano estava fazendo um grande esforço... Atribuo os sucessos da Ucrânia ao povo ucraniano como um todo. Não vou aprofundar mais este tema, mas em princípio é muito fácil de demonstrar. Eu mesmo sou russo, e não quero ofender os russos.

### Anos finais de Stalin

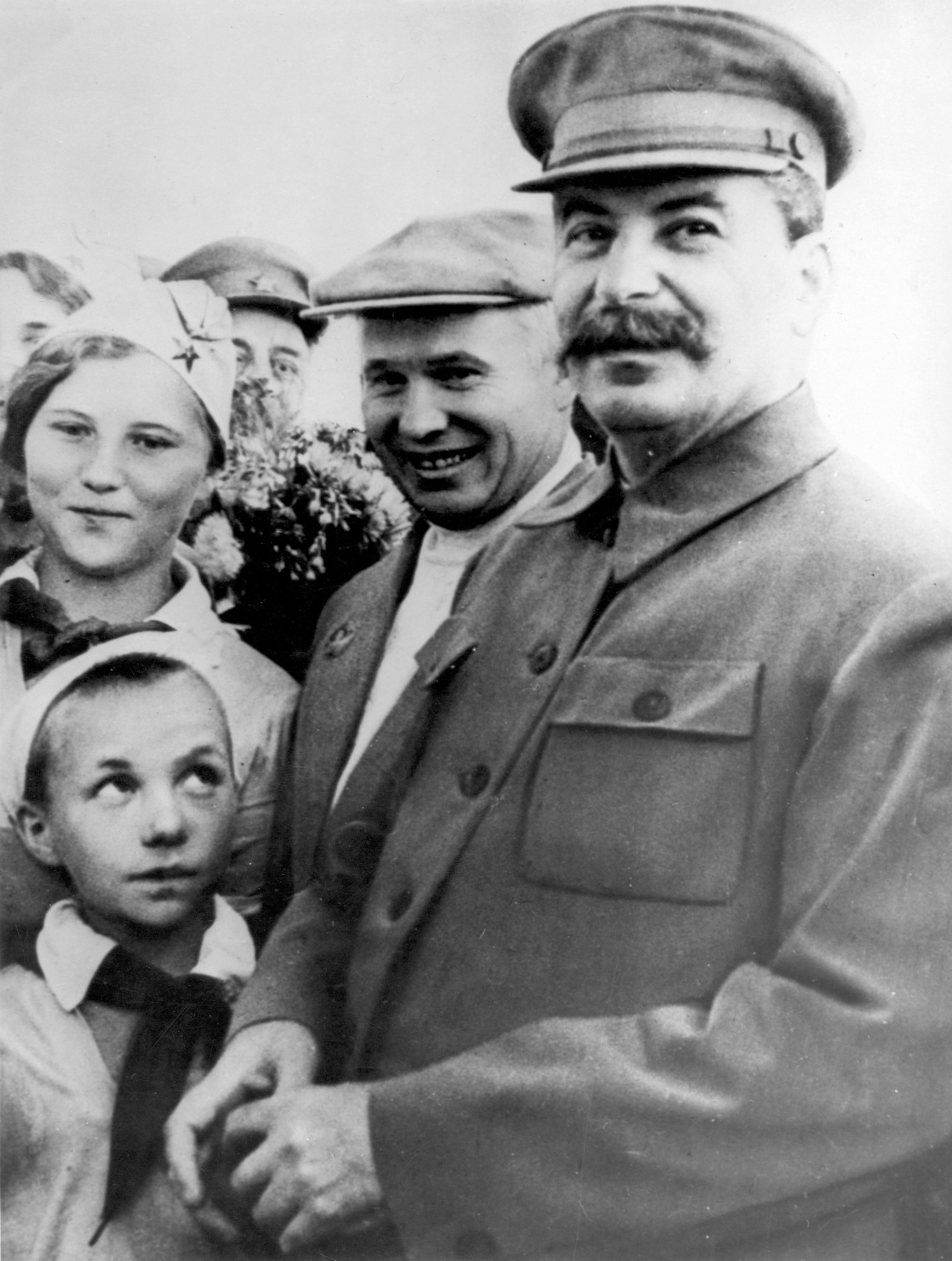
Nikita Khrushchov (usando uma boina, a esquerda) com Josef Stalin, em meados da década de 1930.

Khrushchov atribuiu seu retorno a Moscou à desordem mental por parte de Stalin, que temia conspirações em Moscou que coincidissem com as que o governante acreditava ter ocorrido no caso fabricado de Leningrado, no qual muitos dos funcionários do Partido daquela cidade haviam sido falsamente acusados de traição. Khrushchov novamente serviu como chefe do Partido na cidade e província de Moscou. Taubman sugere que Stalin provavelmente chamou Khrushchov a Moscou para equilibrar a influência de Geórgiy Malenkov e do chefe de segurança Lavrenti Beria, que eram amplamente vistos como seus herdeiros.
Neste momento, o líder idoso raramente convoca reuniões do Politburo. Ao invés disso, grande parte do trabalho de alto nível do governo ocorreu em jantares organizados por Stalin. Estas sessões, normalmente frequentadas por Beria, Malenkov, Khrushchov, Kaganovich, Kliment Voroshilov, Viatcheslav Molotov, e Nikolai Bulganin, que integravam o círculo íntimo de Stalin, começavam com exibições de filmes de cowboys, a temática preferida de Stalin. Roubados do Ocidente, faltavam legendas. O ditador teve a refeição servida por volta da 1 da manhã, e insistiu que seus subordinados ficassem com ele e bebessem até o amanhecer. Em uma ocasião, Stalin mandou Nikita, então com quase sessenta anos, dançar uma dança tradicional ucraniana. Ele assim o fez, mais tarde dizendo: "Quando Stalin manda dançar, um sábio dança". Khrushchov tentava cochilar no almoço para não adormecer na presença de Josef; ele observou em suas memórias: "As coisas correram mal para aqueles que adormeceram na mesa de Stalin".
Em 1950, Khrushchov iniciou um programa de habitação em grande escala para Moscou. A maioria das novas residências eram apartamentos em edifícios de cinco ou seis andares, que se tornariam presentes em toda a União Soviética; muitos continuam em uso até hoje. Ele tinha a sua disposição concreto armado pré-fabricado usado, acelerando muito o ritmo das construções. Essas estruturas foram concluídas três vezes mais rápido do que o normal durante os anos de 1946 a 1950, mas os prédios careciam de elevadores ou varandas, e foram apelidados de "Khrushchyovka" pelo público, por causa de sua mão de obra de má qualidade, às vezes depreciativamente chamada de Khruschoba como palavra-valise, combinando o nome de Khrushchov com a palavra russa trushchoba, que significa "favela". Em 1995, quase 60 milhões de moradores da antiga União Soviética ainda viviam nesses prédios.
Em suas novas posições, Khrushchov continuou seu esquema de consolidação dos kolkhozes, que acabou por diminuir o número de fazendas coletivas na província de Moscou em cerca de 70%. Isso resultou em fazendas que eram grandes demais para que um presidente conseguisse administrar de forma efetiva. Ele também procurou implementar sua própria proposta para a agricultura, mas quando seu longo discurso sobre o assunto foi publicado no Pravda, em março de 1951, Stalin desaprovou-o. O periódico rapidamente publicou uma nota afirmando que o discurso de Khrushchov era apenas uma proposta, não uma política. Em abril, o Politburo rejeitou a proposta da agro-cidade. Nikita temia que Stalin o retirasse do cargo, mas o líder permitiu que o episódio passasse.
Em 1 de março de 1953, Stalin sofreu um derrame massivo, aparentemente ao levantar-se após o sono. Ele tinha deixado ordens para não ser incomodado, e foram doze horas até que seu estado fosse descoberto. Mesmo aterrorizados com as tentativas de tratamento, Khrushchov e seus colegas se envolveram em intensa discussão sobre o novo governo. No dia 5 de março, o ditador morreu, após 26 anos no poder. Enquanto Nikita e outros altos funcionários estavam chorando ao lado da cama do ex-líder, Beria correu do quarto, gritando por seu carro.

Khrushchov refletiu sobre Stalin em suas memórias:
Stalin chamou todos que não concordavam com ele de "inimigos do povo". Ele disse que eles queriam restaurar a velha ordem, e, para isso, "os inimigos do povo" tinham se ligado às forças da reação internacional. Como resultado, várias centenas de milhares de pessoas honestas pereceram. Todos viviam com medo, naquela época. Todos esperavam que a qualquer momento houvesse uma batida na porta no meio da noite e que essa batida na porta se revelasse fatal... As pessoas que não gostavam de Stalin eram aniquiladas, membros honestos do partido, pessoas irrepreensíveis, trabalhadores leais e duros para a nossa causa que tinham passado pela escola de luta revolucionária sob a liderança de Lenin. Isto era total e completamente arbitrário. E agora tudo isso é para ser perdoado e esquecido? Nunca!

### A luta pelo poder
A morte de Stalin foi anunciada em 6 de março de 1953, assim como a composição do novo governo. Malenkov foi o novo presidente do Conselho de Ministros (primeiro-ministro) e Beria (que consolidou seu domínio sobre os serviços de inteligência), Kaganovitch, Bulganin e o ex-ministro das Relações Exteriores, Molotov tornaram-se o seus vices. Membros do Politiburo que haviam sido recentemente promovidos por Stalin foram removidos. Khrushchov foi dispensado de suas funções como líder do Partido em Moscou para que pudesse se concentrar em tarefas não especificadas no Comitê Central. O New York Times listou Malenkov e Beria em primeiro e segundo lugares por influência entre os dez membros do politburo, enquanto Khrushchov ficou em último lugar.
No entanto, Malenkov demitiu-se do secretariado do Comitê Central em 14 de março, devido à preocupação de que ele estava adquirindo muito poder. O principal beneficiário foi Khrushchov. Seu nome apareceu no topo de uma lista revisada de secretários — indicando que ele estava agora no comando do partido. O Comitê Central o elegeu formalmente Primeiro Secretário em setembro.
Mesmo antes do funeral de Stalin, Beria havia lançado uma série de reformas comparáveis às de Khrushchov durante seu período no poder e mesmo às de Mikhail Gorbachov 30 anos depois. As propostas de Beria tinham como intuito denegrir a imagem de Stalin, passando a culpa de seus crimes para o falecido líder. Uma proposta, que foi adotada, foi uma anistia que acabou levando à libertação de mais de um milhão de prisioneiros. Outra, que não foi adotada, foi a libertação da Alemanha Oriental e a formação de uma Alemanha unida e neutra em troca de uma indenização por parte da Alemanha Ocidental. Sendo uma proposta considerada por Khrushchov como anticomunista. Nikita aliou-se a Malenkov para bloquear muitas das propostas de Beria, enquanto os dois lentamente recolheram o apoio de outros membros do politburo. A campanha deles contra Beria foi auxiliada pelo medo de que ele estivesse planejando um golpe militar e, segundo Khrushchov em suas memórias, pela convicção de que "Beria estava preparando suas facas para nós". Isso permitiu que Khrushchov e Malenkov prendessem Beria quando este descobriu tardiamente que havia perdido o controle das tropas do Ministério do Interior e das tropas da guarda do Kremlin. Em 26 de junho de 1953, Beria foi preso em uma reunião do politburo, após extensos preparativos militares de Nikita e seus aliados. Beria foi julgado em segredo e executado em dezembro de 1953 com cinco de seus colaboradores mais próximos.
A luta pelo poder no politburo não foi resolvida com a eliminação da Beria. O poder de Malenkov estava no aparato central do Estado, que ele procurou ampliar através da reorganização do governo, dando-lhe poder adicional em detrimento do Partido. Ele também procurou apoio público, baixando os preços de varejo e baixando o nível de venda de títulos aos cidadãos, o que há muito tempo era efetivamente obrigatório. Khrushchov, por outro lado, com sua base de poder no Partido, procurou fortalecer tanto o Partido quanto sua posição dentro dele. Enquanto, sob o sistema soviético, o Partido era para ser preeminente, ele havia sido muito drenado do poder por Stalin, que havia dado muito desse poder a si mesmo e ao Politburo (também chamado de Presidium). Khrushchov viu que, com o Presidium em conflito, o Partido e seu Comitê Central poderiam se tornar novamente poderosos. Ele cultivou cuidadosamente altos funcionários do Partido, e foi capaz de nomear apoiadores como líderes locais do Partido, que então tomaram assento no Comitê Central.
Khrushchov se apresentou como um ativista de baixo para cima, preparado para aceitar qualquer desafio, contrastando com Malenkov que, embora sofisticado, era visto como monótono ou fraco. Ele providenciou para que as portas do Kremlin fossem abertas ao público, um ato bastante bem-visto pelo povo. Tanto ele como Malenkov buscavam reformas na agricultura, porém as propostas de Khrushchov eram mais amplas e incluíam a Campanha das Terras Virgens, sob a qual centenas de milhares de jovens voluntários se estabeleceriam e cultivariam áreas da Sibéria Ocidental e do Norte do Cazaquistão. Embora a proposta acabasse se tornando um tremendo desastre para a agricultura soviética, ela foi inicialmente bem-sucedida. Além disso, Nikita possuía informações incriminatórias sobre Malenkov, extraídas dos arquivos secretos de Beria. Enquanto os promotores soviéticos investigavam as atrocidades dos últimos anos de Stalin, incluindo o caso de Leningrado, eles se depararam com evidências do envolvimento de Malenkov. A partir de fevereiro de 1954, Khrushchov substituiu Malenkov na cadeira de honra nas reuniões do Presidium, e em junho Malenkov deixou de encabeçar a lista de membros, que foi posteriormente organizada em ordem alfabética. A influência de Khrushchov continuou a aumentar, conquistando a lealdade dos chefes de partido locais, e com seu indicado à frente da KGB.
Em uma reunião do Comitê Central em janeiro de 1955, Malenkov foi acusado de envolvimento em atrocidades e o comitê aprovou uma resolução acusando-o de envolvimento no caso Leningrado e de facilitar a ascensão de Beria ao poder. Em uma reunião do Conselho Supremo mo mês seguinte, Malenkov foi rebaixado a favor da Bulganin, para surpresa dos observadores ocidentais. Malenkov permaneceu no Presidium como Ministro das Estações de Energia Elétrica. Segundo Tompson, "a posição de Khrushchov como primeiro entre os membros da liderança coletiva estava agora além de qualquer dúvida razoável".
A batalha pós-Stalin pelo controle político reformulou a política externa. Havia mais realismo e menos abstração ideológica quando confrontada com as situações europeias e do Oriente Médio. O ataque do "discurso secreto" a Stalin em 1956 foi um sinal de abandono dos preceitos stalinistas, olhando para novas opções, incluindo mais envolvimento no Oriente Médio. No poder, Khrushchov não moderou sua personalidade. Ele permaneceu imprevisível, e foi encorajado pelos sucessos espetaculares no espaço. Ele pensou que isso daria à URSS prestígio mundial, levando a rápidos avanços comunistas no Terceiro Mundo. A política de Nikita ainda era contida pela necessidade de manter o apoio do Presidium e aplacar as massas soviéticas inarticuladas, mas resignadas, que estavam entusiasmadas com o Sputnik, mas exigiam um melhor padrão de vida.

## Líder (1953-1964)

### Políticas internas

#### Consolidação do poder; o Discurso secreto
Artigo principal: Discurso Secreto
Após o rebaixamento de Malenkov, Nikita e Molotov inicialmente trabalharam bem juntos, e o ministro das Relações Exteriores de longa data até propôs que Khrushchov, não Bulganin, substituísse Malenkov como primeiro-ministro. Molotov se opôs à política das Terras Virgens, propondo pesados investimentos para aumentar os rendimentos em áreas agrícolas desenvolvidas, o que Khrushchov considerou inviável devido à falta de recursos e à falta de uma sofisticada força de trabalho agrícola. Os dois também se diferenciaram na política externa; logo após a tomada do poder por Khrushchov, ele buscou um tratado de paz com a Áustria, o que permitiria às tropas soviéticas estavam ocupando a parte oriental do país voltarem para casa. Molotov resistia a essa decisão, mas Khrushchov o ignorou e convidou uma delegação austríaca para vir a Moscou e negociar o tratado. Em 1955, Khrushchov e outros membros do Presidium atacaram Molotov em uma reunião do Comitê Central, acusando-o de conduzir uma política externa que virou o mundo contra a URSS, porém ele permaneceu em seu cargo.
No final de 1955, milhares de presos políticos haviam voltado para casa e contado suas experiências nos campos de trabalho do Gulag. A investigação contínua dos abusos trouxe a tona a amplitude dos crimes de Stalin para seus sucessores. Khrushchov acreditava que uma vez removida a mancha do stalinismo, o Partido inspiraria lealdade entre o povo. A partir de outubro de 1955, ele lutou para contar aos delegados do próximo XXº Congresso do Partido sobre os crimes de Stalin. Alguns de seus colegas, incluindo Molotov e Malenkov, se opuseram à divulgação e conseguiram persuadi-lo a fazer suas observações em uma sessão fechada.

O XXº Congresso do Partido foi aberto em 14 de fevereiro de 1956. Nas suas palavras em seu discurso inicial, Khrushchov atacou Stalin, pedindo aos delegados que se levantassem em honra dos líderes comunistas que haviam morrido desde o último congresso, a quem ele nomeou, equiparando Stalin a Klement Gottwald e ao pouco conhecido Kyuichi Tokuda. Na madrugada de 25 de fevereiro, Khrushchov entregou o que ficou conhecido como o "Discurso Secreto" a uma sessão fechada do Congresso limitada aos delegados soviéticos. Em quatro horas, ele demoliu a reputação de Stalin. Nikita anotou em suas memórias que o "congresso me ouviu em silêncio". Como diz o ditado, você poderia ter ouvido um alfinete cair". Foi tudo tão repentino e inesperado", disse ele aos delegados:
É aqui que Stalin mostrou em toda uma série de casos sua intolerância, sua brutalidade e seu abuso de poder... Ele muitas vezes escolheu o caminho da repressão e aniquilação física, não só contra inimigos reais, mas também contra indivíduos que não tinham cometido nenhum crime contra o partido ou contra o governo soviético.
O Discurso Secreto, embora não tenha mudado fundamentalmente a sociedade soviética, teve efeitos muito abrangentes. O discurso foi um fator de agitação na Polônia e de revolução na Hungria mais tarde em 1956, e os defensores de Stalin lideraram quatro dias de tumultos em sua Geórgia natal em junho, pedindo a demissão de Khrushchov e a a renúncia de Molotov. Em reuniões onde o Discurso Secreto era lido, os comunistas fariam condenações ainda mais severas de Stalin (e de Nikita), e até mesmo convocariam eleições multipartidárias. No entanto, Stalin não foi denunciado publicamente, e seu retrato continuou difundido através da URSS, desde os aeroportos até o escritório de Khrushchov no Kremlin. Mikhail Gorbachev, então funcionário da Komsomol, lembrou que, embora os jovens e bem instruídos soviéticos de seu distrito estivessem entusiasmados com o discurso, muitos outros o negaram, ou defendendo Stalin ou vendo pouco sentido em desenterrar o passado. Quarenta anos depois, após a queda da União Soviética, Gorbachev aplaudiu Khrushchov por sua coragem em assumir um enorme risco político e se mostrar "um homem moral, no final das contas".
| O "Discurso Secreto" |
| Leia alguns fragmentos do chamado "Discurso Secreto", onde Nikita Khrushchov denunciou os excessos da Era Stalinista: "Camaradas! No relatório do comitê central do partido no XX Congresso e em vários discursos de delegados ao Congresso, muito se falou sobre o culto ao indivíduo. Após a morte de Stalin, o comitê central começou a explicar que é estranho ao espírito do marxismo-leninismo elevar uma pessoa, transformá-la em um super-homem com características sobrenaturais, semelhantes às de um deus. Tal homem supostamente sabe tudo, vê tudo, pensa por todos, pode fazer qualquer coisa, é infalível em seu comportamento. (...) No geral, a única prova de culpa realmente utilizada foi a "confissão" do próprio acusado. As "confissões" foram adquiridas por meio de pressões físicas. Indivíduos inocentes - que no passado haviam defendido a linha partidária - tornaram-se vítimas. Prisões em massa e deportações de muitos milhares de pessoas, execuções sem julgamento e sem investigação normal criaram condições de insegurança, medo e até desespero. (...) O poder acumulado nas mãos de uma pessoa, Stalin, teve sérias consequências durante a grande guerra patriótica. Quando olhamos para muitos de nossos romances, filmes e estudos histórico-científicos, o papel de Stalin na guerra patriótica parece totalmente improvável. Stálin havia previsto tudo. A vitória épica é atribuída inteiramente ao gênio estratégico de Stalin. Quais são os fatos deste assunto? Stalin apresentou a tese de que nossa nação experimentou um ataque "inesperado" dos alemães. Mas, camaradas, isso é completamente falso. Assim que Hitler chegou ao poder, atribuiu a si mesmo a tarefa de liquidar o comunismo. Os fascistas estavam dizendo isso abertamente. Eles não esconderam seus planos. (...) Camaradas! O culto do indivíduo adquiriu tamanho monstruoso principalmente porque o próprio Stalin apoiou a glorificação de sua própria pessoa. A edição de sua curta biografia, publicada em 1948, é uma expressão da mais dissoluta lisonja, aprovada e editada pessoalmente por Stalin. Ele marcou os próprios lugares onde pensou que o elogio de seus serviços era insuficiente. Aqui estão alguns exemplos que caracterizam a atividade de Stalin, acrescentados pela própria mão de Stalin, "A força motriz do partido e do estado era o camarada Stalin". Assim escreve o próprio Stalin! Então ele acrescenta: "Embora tenha desempenhado suas tarefas como líder do povo com habilidade consumada, Stalin nunca permitiu que seu trabalho fosse prejudicado pelo menor indício de vaidade, presunção ou auto-adulação." Onde e quando um líder poderia se elogiar tanto? |

O termo "Discurso Secreto" provou ser totalmente equivocado. Embora os participantes do discurso fossem todos soviéticos, os delegados do Leste Europeu puderam ouvi-lo na noite seguinte, lendo devagar para permitir que tomassem notas. Até 5 de março, cópias estavam sendo enviadas pelo correio para toda a União Soviética, marcadas como "não para a imprensa", em vez de "ultrassecreto". Uma tradução oficial apareceu dentro de um mês na Polônia; os poloneses imprimiram 12 mil cópias extras, uma das quais logo chegou ao Ocidente. O filho de Khrushchov, Sergei, escreveu mais tarde, "Claramente, meu Pai tentou garantir que chegasse ao maior número de ouvidos possível. Logo foi lido nas reuniões do Komsomol; isso significou mais dezoito milhões de ouvintes. Se você incluir seus parentes, amigos e conhecidos, você poderia dizer que o país inteiro se familiarizou com o discurso... A primavera mal tinha começado quando o discurso começou a circular pelo mundo.
A minoria anti-Khrushchov no Presidium foi aumentada por aqueles que se opunham às propostas do governo para descentralizar a autoridade sobre a indústria, que atingiu o coração da base de poder de Malenkov. Durante a primeira metade de 1957, Malenkov, Molotov e Kaganovich trabalharam para construir tranquilamente um apoio para demitir Khrushchov. Em uma reunião do Presidium de 18 de junho, na qual dois apoiadores de Khrushchov estavam ausentes, os conspiradores propuseram que Bulganin, que havia aderido ao esquema, assumisse a presidência. Nikita se opôs com o argumento de que nem todos os membros do Presidium haviam sido notificados, uma objeção que teria sido rapidamente descartada se Khrushchov não tivesse mantido um controle firme sobre os militares, através do Ministro da Defesa, o Marechal Júkov, e os departamentos de segurança. Foram realizadas longas reuniões do Presidium, que se estenderam por vários dias. Com a notícia da luta pelo poder, membros do Comitê Central, que Khrushchov controlava, foram para Moscou, muitos voaram para lá a bordo de aviões militares, e exigiram ser admitidos na reunião. Logo houve membros do Comitê Central em Moscou suficientes para convocar um Congresso de emergência do Partido, o que efetivamente forçou a liderança a permitir uma sessão do Comitê Central. Nessa reunião, os três principais conspiradores foram apelidados de Grupo Anti-Partido, acusados de facciosismo e cumplicidade nos crimes de Stalin. Os três foram expulsos do Comitê Central e do Presidium, assim como o ex-Ministro das Relações Exteriores e protegido de Khrushchov, Dmitri Shepilov, que se juntou a eles na trama. Molotov foi enviado como embaixador na Mongólia; os outros foram enviados para dirigir instalações industriais e institutos distantes de Moscou.
O Marechal Júkov foi recompensado por seu apoio com a plena adesão ao Presidium, mas Khrushchov temia sua popularidade e poder. Em outubro, o ministro da defesa foi enviado em um tour pelos Bálcãs, quando Khrushchov organizou uma reunião do Presidium para demiti-lo. Júkov soube o que estava acontecendo, e correu de volta para Moscou, apenas para ser formalmente notificado de sua demissão. Numa reunião do Comitê Central várias semanas depois, nem uma palavra foi dita na defesa de Júkov. Khrushchov completou sua consolidação do poder, providenciando a demissão de Bulganin como primeiro-ministro a seu favor (Bulganin foi nomeado para chefiar o Gosbank) e estabelecendo um Conselho de Defesa da URSS, liderado por ele mesmo, tornando-o efetivamente comandante em chefe. Embora Nikita fosse agora preeminente, ele não desfrutava do poder absoluto de Stalin.

#### A liberalização e as artes
Artigo principal: Degelo de Kruschov
Após assumir o poder, Khrushchov permitiu uma modesta quantidade de liberdade nas artes. A novela de Vladimir Dudintsev, "Nem Só de Pão Vive o Homem", que fala sobre um engenheiro idealista contraposto por burocratas rígidos, foi publicada em 1956, embora Nikita tenha chamado o romance de "falso em sua base". Em 1958, porém, ele ordenou um ataque feroz a Boris Pasternak depois que seu romance Doutor Jivago foi publicado no exterior (foi-lhe negada permissão para publicá-lo na União Soviética). O Pravda descreveu o romance como "reacionário e de baixo grau", tendo o autor sendo expulso da União dos Escritores. Pasternak recebeu o Prêmio Nobel de Literatura, mas sob forte pressão ele o recusou. Feito isso, Khrushchov ordenou a suspensão dos ataques a Pasternak. Em suas memórias, Nikita declarou que agonizava sobre o romance, quase permitiu que ele fosse publicado, e depois se arrependeu de não fazê-lo. Após sua queda do poder, ele obteve um exemplar do romance e o leu (ele havia lido anteriormente apenas trechos) e declarou: "Não deveríamos tê-lo banido". Eu mesmo deveria tê-lo lido". Não há nada de antissoviético nele".
Khrushchov acreditava que a URSS poderia igualar o padrão de vida do Ocidente e não tinha medo de permitir que os cidadãos soviéticos vissem as conquistas ocidentais. Stalin permitia que poucos turistas visitassem a União Soviética, e também não permitia que a maioria dos soviéticos viajassem. Nikita, por sua vez, deixou os soviéticos viajarem (mais de dois milhões de cidadãos soviéticos viajaram ao exterior entre 1957 e 1961, dos quais 700 mil visitaram o Ocidente) e permitiu que estrangeiros visitassem a União Soviética, onde os turistas se tornaram sujeitos de imensa curiosidade. Em 1957, Khrushchov autorizou a realização do 6º Festival Mundial da Juventude e dos Estudantes em Moscou naquele verão. Ele instruiu as autoridades de Komsomol a "sufocar os convidados estrangeiros com nosso abraço". O "carnaval socialista" resultante envolveu mais de três milhões de Moscovitas, que se juntaram a 30 mil jovens visitantes estrangeiros em eventos que variavam de grupos de discussão por toda a cidade a eventos no próprio Kremlin. Segundo o historiador Vladislav Zubok, o festival "estilhaçou clichês propagandísticos" sobre os ocidentais, permitindo que Moscovitas os vissem por si mesmos.
Em 1962, Khrushchov, impressionado pelo romance "Um Dia na Vida de Ivan Denisovich", escrito por Alexander Soljenítsin, persuadiu o Presidium a permitir sua publicação. Esse degelo terminou em 1 de dezembro de 1962, quando Khrushchov foi levado ao Manege de Moscovo para ver uma exposição que incluía uma série de obras de vanguarda. Ao vê-las, ele explodiu de raiva, um episódio conhecido como o caso Manege, descrevendo as obras como "merda de cachorro", e proclamando que "um burro poderia fazer melhor arte com sua cauda". Uma semana depois, o Pravda lançou um apelo à pureza artística. Quando escritores e cineastas defenderam os pintores, Khrushchov estendeu sua raiva a eles. No entanto, apesar de sua raiva, nenhum dos artistas foi preso ou exilado. A exposição permaneceu aberta por algum tempo após a visita de Nikita, e experimentou um aumento considerável de público após o artigo no Pravda.

#### Reforma Política
Sob Khrushchov, os tribunais especiais operados por agências de segurança foram abolidos. Esses tribunais, conhecidos como troikas, muitas vezes ignoravam leis e procedimentos. Sob as reformas, nenhuma acusação por um crime político poderia ser trazida nem mesmo aos tribunais regulares, a menos que fosse aprovada pelo comitê local do partido. Isso raramente acontecia; não houve grandes julgamentos políticos sob seu regime, e no máximo várias centenas de processos políticos em geral. Ao invés disso, outras sanções foram impostas aos dissidentes soviéticos, incluindo a perda de emprego ou posição universitária, ou a expulsão do partido. Durante o governo de Nikita, foi introduzida a hospitalização forçada para os "socialmente perigosos". Segundo o autor Roy Medvedev, que escreveu uma análise inicial dos anos de Khrushchov no poder, "o terror político como método diário de governo foi substituído sob Khrushchov por meios administrativos de repressão".
Em 1958, Khrushchov abriu uma reunião do Comitê Central para centenas de oficiais soviéticos; alguns até foram autorizados a se dirigirem à reunião. Pela primeira vez, os trabalhos do Comitê foram tornados públicos em forma de livro, uma prática que continuou em reuniões subsequentes. Essa abertura, no entanto, na verdade permitiu a Nikita um maior controle sobre o Comitê, já que qualquer dissidente teria de apresentar seu caso diante de uma grande e desaprovadora multidão.
Em 1962, ele dividiu os comitês do partido de nível oblast em duas estruturas paralelas, uma para a indústria e outra para a agricultura. Isto era impopular entre os apparatchiks do Partido, e levou a confusões na cadeia de comando, pois nenhum dos secretários dos comitês tinha precedência sobre o outro. Como o número de cadeiras do Comitê Central de cada oblast era limitado, a divisão estabeleceu a possibilidade de rivalidade de cargos entre facções e, segundo Medvedev, tinha potencial para iniciar um sistema bipartidário. Khrushchov também ordenou que um terço dos membros de cada comitê, dos conselhos de nível inferior ao próprio Comitê Central, fosse substituído a cada eleição. Este decreto criou tensão entre ele e o Comitê Central, e perturbou os líderes partidários sobre cujo apoio Khrushchov havia subido ao poder.

#### Política agrícola
Desde os anos 40, Khrushchov defendia o cultivo de milho na União Soviética. Ele estabeleceu um instituto do milho na Ucrânia e ordenou que milhares de acres fossem plantados com milho nas Terras Virgens. Em fevereiro de 1955, ele fez um discurso em que defendeu um cinturão de milho parecido com o do estado de Iowa na União Soviética, e uma delegação soviética visitou o estado norte-americano naquele verão. Enquanto sua intenção era visitar apenas pequenas fazendas, o chefe da delegação foi abordado pelo fazendeiro e vendedor de milho Roswell Garst, que o persuadiu e insistiu que ele também fosse visitar a sua fazenda. O Iowano visitou a União Soviética em setembro, onde ele se tornou grande amigo de Nikita, e vendeu à URSS 5 mil toneladas curtas (4 500 t) de sementes. Garst advertiu os soviéticos para plantar o milho no sul do país, e para garantir que houvesse estoques suficientes de fertilizantes, inseticidas e herbicidas. Isto, porém, não foi feito, pois Khrushchov procurou plantar milho mesmo na Sibéria, e sem os produtos químicos necessários. Enquanto Nikita advertia contra aqueles que " queriam plantar o planeta inteiro com milho", ele demonstrava uma grande paixão pelo cereal, tanto que quando visitou um kolkhoz letão, afirmou que alguns em sua audiência provavelmente estavam se perguntando: "Será que Khrushchov vai dizer algo sobre o milho ou não vai?". Ele disse, repreendendo os fazendeiros por não plantarem mais milho. A experiência do milho não foi um grande sucesso, e mais tarde ele escreveu que oficiais super entusiastas, querendo agradá-lo, tinham plantado em excesso sem colocar no solo adequado, e "como resultado, o milho foi desacreditado como uma safra de silagem - e eu também".
Khrushchov aboliu as Estações de Máquinas-Tratoras (EMT) que não só eram proprietárias da maioria das grandes máquinas agrícolas, como colheitadeiras e tratores, mas também prestavam serviços como arado, e transferiam seus equipamentos e funções para os kolkhozes e sovkhozes (fazendas estaduais).  Em três meses, mais da metade das instalações da EMT havia sido fechada, e os kolkhozes estavam sendo obrigados a comprar os equipamentos, sem desconto para máquinas mais velhas ou em mau estado. Os funcionários da EMT, não querendo se vincular aos kolkhozes e perder seus benefícios de funcionários do estado e o direito de mudar de emprego, fugiram para as cidades, criando uma escassez de operadores qualificados. Os custos das máquinas, mais os custos de construção de galpões de armazenamento e tanques de combustível para os equipamentos, empobreceram muitos kolkhozes. Sem a EMT, o mercado de equipamentos agrícolas soviéticos desmoronou-se, pois os kolkhozes agora não tinham dinheiro nem compradores qualificados para comprar novos equipamentos.
Um conselheiro de Khrushchov foi Trofim Lysenko, que prometeu aumentar muito a produção com um investimento mínimo. Tais esquemas foram atraentes para Nikita, que os mandou implementar. Lysenko conseguiu manter sua influência sob o Secretário Geral apesar dos repetidos fracassos; como cada proposta falhou, ele defendeu outra. A influência de Lysenko retardou muito o desenvolvimento da ciência genética na União Soviética. Em 1959, Khrushchov anunciou o objetivo de ultrapassar os Estados Unidos na produção de leite, carne e manteiga. Autoridades locais, com o incentivo de Nikita, fizeram promessas irrealistas de produção. Essas metas foram alcançadas forçando os fazendeiros a abater seus rebanhos reprodutores e comprando carne nas lojas estaduais, revendendo-a de volta ao governo, aumentando artificialmente a produção registrada.
Em junho de 1962, os preços dos alimentos foram aumentados, particularmente na carne e na manteiga (em 25-30%). Isto causou o descontentamento do público. Na cidade de Novocherkassk (região de Rostov), no sul da Rússia, esse descontentamento se transformou em greve e revolta contra as autoridades. A revolta foi suprimida pelos militares. De acordo com relatos oficiais soviéticos, 22 pessoas foram mortas e 87 feridas. Além disso, 116 manifestantes foram condenados por envolvimento e sete deles executados. Informações sobre a revolta foram completamente reprimidas na URSS, mas se espalharam por Samizdat e prejudicaram a reputação de Khrushchov no Ocidente.
Uma seca atingiu a União Soviética em 1963; a colheita de 107 500 000 toneladas curtas (97 500 000 t) de grãos caiu de um pico de 134 700 000 toneladas curtas (122 200 000 t) em 1958. Relutante em comprar alimentos no Ocidente, mas diante da alternativa da fome generalizada, Khrushchov esgotou as reservas de moeda forte do país e gastou parte de seu estoque de ouro na compra de grãos e outros alimentos.

#### Educação
Enquanto visitava os Estados Unidos em 1959, Khrushchov ficou muito impressionado com o programa de educação agrícola da Universidade Estadual de Iowa, e procurou imitá-lo na União Soviética. Na época, a principal faculdade agrícola da URSS era em Moscou, e os estudantes não faziam o trabalho manual da agricultura. Ele propôs a transferência dos programas para as áreas rurais. Não teve sucesso, devido à resistência de professores e alunos, que nunca discordaram do primeiro-ministro, mas não cumpriram suas propostas. Khrushchov lembrou em suas memórias: "É bom morar em Moscou e trabalhar na Academia Agrícola Timiryazev". É uma venerável instituição antiga, uma grande unidade econômica, com instrutores qualificados, mas está na cidade! Seus alunos não estão ansiosos para trabalhar nas fazendas coletivas porque para isso teriam que sair para as províncias e morar nas varas".
Ele fundou várias cidades acadêmicas, tais como Akademgorodok. O primeiro-ministro acreditava que a ciência ocidental florescia porque muitos cientistas viviam em cidades universitárias como Oxford, isolados das distrações das grandes cidades, e tinham condições de vida agradáveis e boa remuneração. Ele procurou duplicar essas condições na União Soviética. A tentativa de Khrushchov foi geralmente bem-sucedida, embora suas novas cidades e centros científicos tendessem a atrair cientistas mais jovens, com os mais velhos não querendo deixar Moscou ou Leningrado.
Khrushchov também propôs a reestruturação das escolas secundárias soviéticas. Enquanto as escolas secundárias proporcionavam um currículo preparatório para a faculdade, na verdade, poucos jovens soviéticos foram para a universidade. Khrushchov queria mudar o foco das escolas secundárias para a formação profissional: os estudantes passariam grande parte do seu tempo em empregos de fábrica ou em aprendizados e apenas uma pequena parte nas escolas. Na prática, o que ocorreu foi que as escolas desenvolveram vínculos com empresas próximas, e os estudantes iam trabalhar apenas um ou dois dias por semana; as fábricas e outras obras não gostavam de ter que ensinar, enquanto os estudantes e suas famílias reclamavam que tinham pouca escolha no ofício a ser aprendido.
Embora a proposta vocacional não sobrevivesse à queda de Khrushchov, uma mudança mais duradoura foi o estabelecimento de escolas secundárias especializadas para alunos talentosos ou que desejassem estudar uma matéria específica. Essas escolas foram modeladas após as escolas de língua estrangeira que haviam sido estabelecidas em Moscou e Leningrado a partir de 1949. Em 1962, uma escola especial de verão foi estabelecida em Novosibirsk para preparar os alunos para uma Olimpíada Siberiana de Matemática e Ciências. No ano seguinte, a Escola Internato de Matemática e Ciências de Novosibirsk tornou-se a primeira escola residencial permanente especializada em matemática e ciências. Outras escolas desse tipo foram logo estabelecidas em Moscou, Leningrado e Kiev. No início dos anos 70, mais de 100 escolas especializadas em matemática, ciências, arte, música e esporte haviam sido estabelecidas. A educação pré-escolar foi aumentada como parte das reformas de Khrushchov e, quando ele deixou o cargo, cerca de 22% das crianças soviéticas frequentavam a pré-escola - cerca da metade das crianças urbanas, mas apenas cerca de 12% das crianças rurais.

#### Campanha anti-religiosa

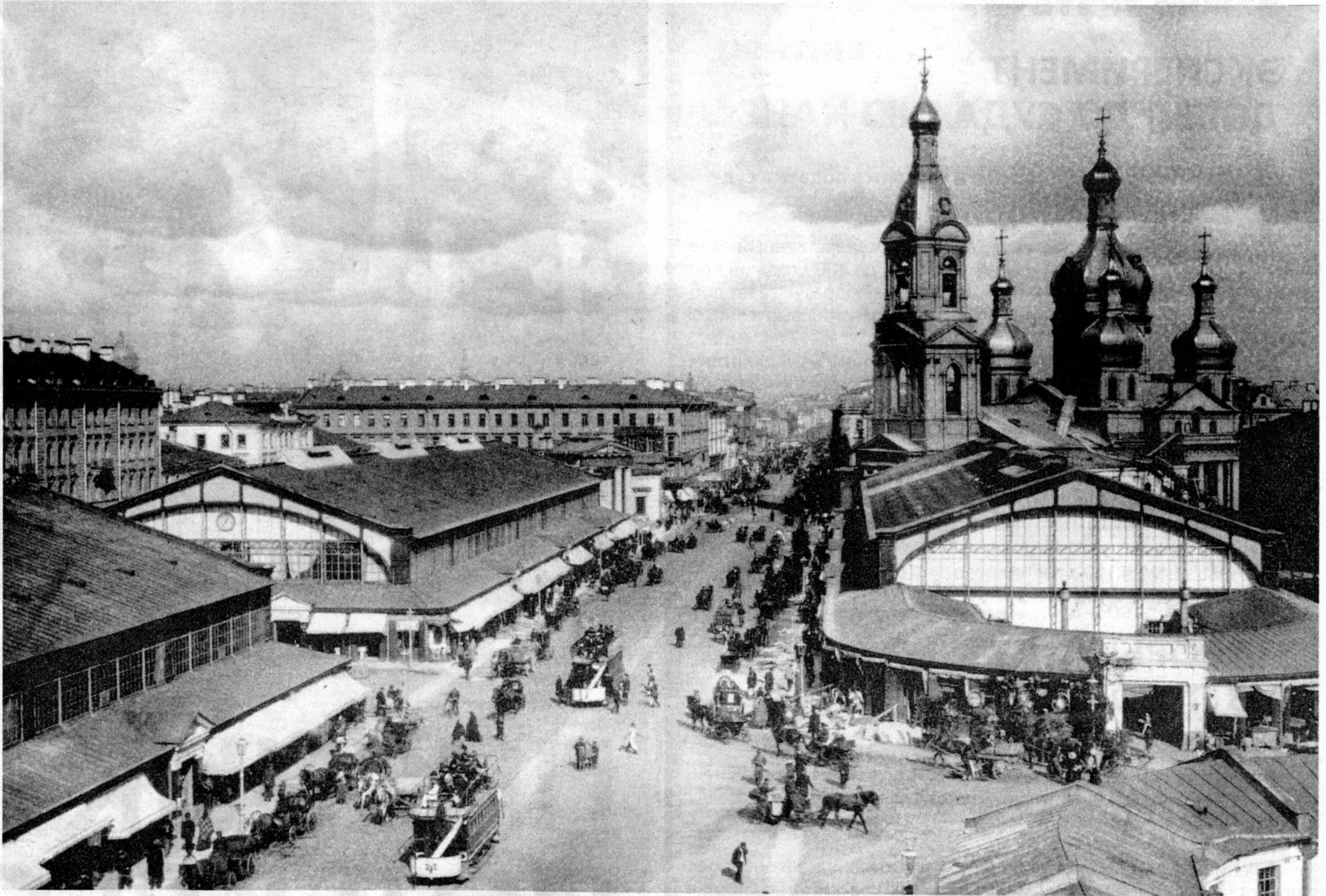
A Igreja Assunção da Mãe de Deus, construída em 1753 na então cidade de São Petersburgo e destruída em 1961, é um dos mais notáveis exemplos da destruição de igrejas fomentada pela campanha antirreligiosa na era do degelo.

A campanha anti-religiosa da era Khrushchov começou em 1959, coincidindo com o XXIº Congresso do Partido, no mesmo ano. Ela foi realizada através do fechamento em massa de igrejas (reduzindo o número de 22 mil em 1959 para 13 008 em 1960 e para 7 873 em 1965), mosteiros e conventos, bem como seminários ainda existentes (os cursos pastorais seriam proibidos em geral). A campanha também incluiu uma restrição dos direitos parentais para o ensino da religião a seus filhos, uma proibição da presença de crianças nos cultos da igreja (iniciada em 1961 com os batistas e depois estendida aos ortodoxos em 1963), e uma proibição da administração da Eucaristia a crianças com mais de quatro anos de idade. Khrushchov também proibiu todos os cultos realizados fora dos muros da igreja, renovando a aplicação da legislação de 1929 que proibia peregrinações, e registrou as identidades pessoais de todos os adultos que solicitavam batismos, casamentos ou funerais da igreja. Ele também proibiu o toque dos sinos e cultos durante o dia em alguns ambientes rurais, de maio até o final de outubro, sob o pretexto de requisitos de trabalho de campo. O não cumprimento dessas normas pelo clero levaria à não autorização do registro estadual para eles (o que significava que não poderiam mais fazer nenhum trabalho pastoral ou litúrgico, sem permissão especial do estado). De acordo com Dimitry Pospielovsky, o Estado realizou aposentadorias forçadas, prisões e penas de prisão a clérigos por "acusações falsas", mas ele escreve que na realidade foi por resistir ao fechamento de igrejas e por dar sermões atacando o ateísmo ou a campanha antirreligiosa, ou que conduziram caridade cristã ou que popularizaram a religião pelo exemplo pessoal.

### Política externa e de defesa
Quando Khrushchov assumiu o controle, o mundo exterior ainda conhecia pouco dele, e inicialmente não ficou impressionado. Baixo, pesado e vestindo trajes mal ajustados, ele "irradiava energia mas não intelecto", e foi descartado por muitos como um palhaço que não duraria muito. O ministro britânico das Relações Exteriores, Harold Macmillan, perguntou: "Como pode este homem gordo e vulgar com seus olhos de porco e seu fluxo incessante de conversa ser a cabeça — o czar aspirante para todos aqueles milhões de pessoas?".

O biógrafo de Khrushchov, Tompson, descreveu o líder:
Ele podia ser charmoso ou vulgar, ebuliente ou amuado, ele era dado a exibições públicas de raiva (muitas vezes conturbada) e a hipérbole ascendente em sua retórica. Mas o que quer que ele fosse, por mais que se deparasse, ele era mais humano que seu antecessor ou mesmo que a maioria de seus pares estrangeiros, e para grande parte do mundo isso era suficiente para fazer a URSS parecer menos misteriosa ou ameaçadora.

#### Estados Unidos e aliados

##### Relações iniciais e visita aos Estados Unidos (1957-1960)
Khrushchov procurou encontrar uma solução duradoura para o problema da Alemanha, dividida em dois estados, e do enclave de Berlim Ocidental, nas profundezas do território da Alemanha Oriental. Em novembro de 1958, chamando Berlim Ocidental de "tumor maligno", ele deu seis meses aos Estados Unidos, Reino Unido e França para concluir um tratado de paz tanto com os Estados alemães quanto com a União Soviética. Se um não fosse assinado, ele declarou, a União Soviética celebraria um tratado de paz com a Alemanha Oriental. Isso deixaria a Alemanha Oriental, que não era parte de tratados que davam às potências ocidentais acesso a Berlim, no controle das rotas para a cidade. Esse ultimato causou discórdia entre os Aliados ocidentais, que estavam relutantes em entrar em guerra por causa da questão. Os soviéticos, no entanto, prorrogaram repetidamente o prazo.

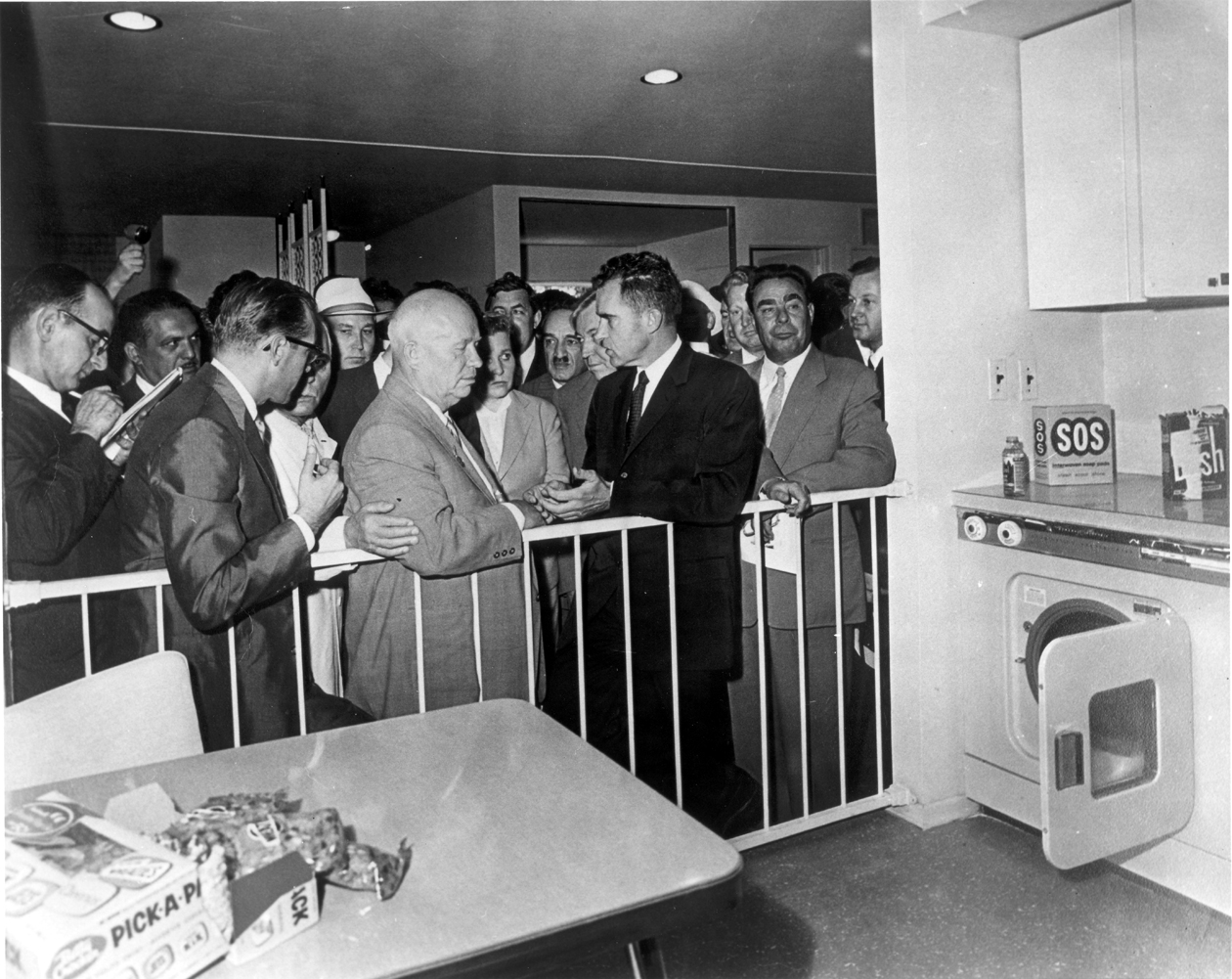
Khrushchev e Nixon(centro) perante repórteres e espectadores, incluindo o membro do Politburo Leonid Brezhnev na Exposição Nacional Americana em Moscou, 1959. Nixon e Khrushchev são fotografados em frente a uma exposição na cozinha - as conversas improvisadas ficaram conhecidas como o Debate da Cozinha, 24 de julho de 1959.

Khrushchov procurou reduzir drasticamente os níveis de armas convencionais e defender a União Soviética com mísseis. Ele acreditava que, sem essa transição, a enorme força militar soviética continuaria a consumir preciosos recursos, tornando os seus objetivos de melhorar a vida soviética difíceis de alcançar. Ele abandonou os planos de Stalin para uma grande marinha em 1955, acreditando que os novos navios seriam muito vulneráveis a ataques convencionais ou nucleares. Em janeiro de 1960, ele aproveitou a melhoria das relações com os EUA para ordenar uma redução de um terço no tamanho das forças armadas soviéticas, alegando que armas avançadas compensariam as tropas perdidas. Enquanto o recrutamento da juventude soviética permaneceu em vigor, as isenções ao serviço militar tornaram-se cada vez mais comuns, especialmente para os estudantes.
Os soviéticos tinham poucos mísseis balísticos intercontinentais (ICBM) operáveis; apesar disso, Khrushchov se orgulhava publicamente dos programas de mísseis soviéticos, afirmando que as armas eram variadas e numerosas. O Primeiro Secretário esperava que a percepção pública de que os soviéticos estavam à frente colocaria pressão psicológica sobre o Ocidente, resultando em concessões políticas. O programa espacial soviético, que Khrushchov apoiou firmemente, parecia confirmar suas reivindicações quando os soviéticos lançaram o Sputnik-1 em órbita, um lançamento que muitos ocidentais, incluindo o vice-presidente americano Richard Nixon, estavam convencidos de que era um embuste. Quando ficou claro que o lançamento era real, e o Sputnik 1 estava em órbita, os governos ocidentais concluíram que o programa ICBM soviético estava mais avançado do que realmente estava. Nikita acrescentou a esse equívoco afirmando, em uma entrevista em outubro de 1957, que a URSS tinha todos os foguetes, de qualquer capacidade, que precisava. Durante anos, Khrushchov fez questão de preceder uma grande viagem ao exterior com um lançamento de foguetes, ao descomprometimento de seus anfitriões. Em janeiro de 1960, ele disse ao Presidium que os ICBMs soviéticos fizeram um acordo com os EUA, possivelmente porque "os americanos começaram a tremer de medo pelas primeiras vezes em suas vidas". Os Estados Unidos souberam do estado primitivo do programa de mísseis soviéticos através de sobrevoos no final dos anos 50, mas apenas altos funcionários americanos souberam do engano. A percepção geral americana e pública de uma "lacuna de mísseis" levou a um considerável aumento do orçamento de defesa estadunidense.
Durante a visita do vice-presidente Nixon à União Soviética em 1959, ele e Khrushchov participaram do que mais tarde ficou conhecido como o Debate da Cozinha. Os dois tiveram uma discussão acalorada em uma cozinha modelo na Exposição Nacional Americana em Moscou, com cada um defendendo o sistema econômico de seu país. Khrushchov foi convidado a visitar os Estados Unidos, e o fez, chegando a Washington, DC, em 15 de setembro de 1959 e passando treze dias no país. Khrushchov levou sua esposa, Nina Petrovna, embora não fosse comum para as autoridades soviéticas viajarem com suas famílias. O primeiro-ministro visitou Nova Iorque, Los Angeles, São Francisco (visitando um supermercado), Coon Rapids, Iowa (visitando a fazenda de Roswell Garst), Pittsburgh e Washington[197][197], concluindo com uma reunião com o presidente americano Eisenhower em Camp David. Durante o almoço no Estúdio Twentieth Century-Fox em Los Angeles, Khrushchov engajou-se em um debate improvisado e jovial com seu anfitrião Spyros Skouras sobre os respectivos méritos do capitalismo e do comunismo. Nikita também deveria visitar a Disneylândia, mas a visita foi cancelada por razões de segurança, muito para seu descontentamento. No entanto, ele visitou Eleanor Roosevelt em sua casa em Hyde Park. Ao visitar o novo campus de pesquisa da IBM em São José, Califórnia, Khrushchov expressou pouco interesse pela tecnologia da computação, mas ele admirava muito a cafeteria de auto-serviço e, ao retornar, introduziu o autosserviço na União Soviética.
Esta visita resultou em um acordo informal com o presidente americano Dwight Eisenhower de que não haveria um prazo firme sobre Berlim, mas que haveria uma cúpula de quatro potências para tentar resolver a questão, e o primeiro-ministro deixou os Estados Unidos com bons sentimentos gerais. Ele voltou dos EUA convencido de que havia conseguido uma forte relação pessoal com Eisenhower (que na verdade não estava impressionado com o líder soviético) e que poderia conseguir um desanuviamento com os americanos. Ele pressionou para uma cúpula imediata, mas foi frustrado pelo presidente francês Charles de Gaulle, que a adiou para 1960, ano em que Eisenhower estava programado para fazer uma visita de agradecimento à União Soviética.

## Anos Posteriores

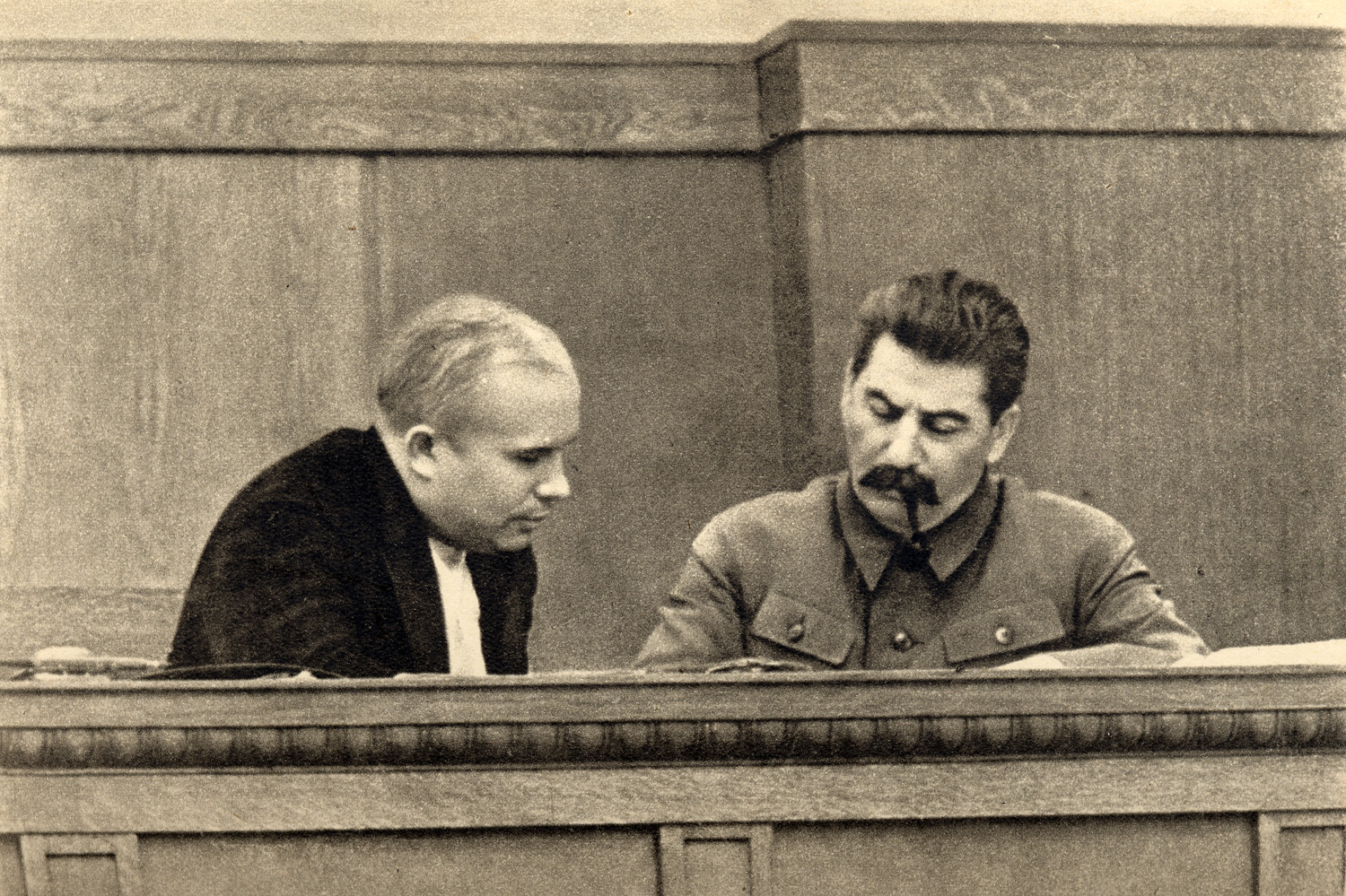
Khrushchev com Josef Stalin em 1936.

Khrushchev era um líder pouco diplomático, de instrução apenas básica, a quem faltavam entendimento e conhecimento da história e do mundo fora de suas fronteiras, apesar de reconhecidamente inteligente por seus adversários, dentro e fora da URSS.  Ficou conhecido no período da Guerra Fria por suas atitudes anticonvencionais e grosseiras, famoso por interromper oradores de outros países em eventos internacionais para insultá-los e por suas atitudes insólitas, como tirar os sapatos e batê-los na mesa de discussões durante sessões do Conselho de Segurança das Nações Unidas ou brandir uma bota na cara do líder chinês Mao Tsé Tung ou ainda fazer comentários xenófobos e racistas sobre o povo búlgaro com o próprio premier da Bulgária.
Em 1959 foi-lhe atribuído o Prêmio Lênin da Paz. Neste mesmo ano, em visita aos EUA, um repórter anônimo perguntou-lhe: "O que o senhor fez durante a época de Stálin?". Sem conseguir identificar o autor da pergunta, Khrushchev respondeu:
| “ | Bem, fiz o mesmo que a pessoa que perguntou acabou de fazer. Fiquei de boca fechada. | ” |

Conjuntamente com erros estratégicos, tanto na condução da economia agrícola soviética, como na derrota política sofrida frente aos Estados Unidos na crise dos mísseis de Cuba (1962), seu comportamento e suas atitudes humilhavam seus companheiros do Politburo e acabaram por causar sua queda.
Em 14 de outubro de 1964, Khrushchev foi apeado do poder na União Soviética por seus adversários do Politburo, acusado de erros políticos graves e desorganização da economia soviética, a principal acusação foi se meter em uma guerra armamentista iniciada pela invasão da Baía dos Porcos, cuja atribuição, segundo os soviéticos, foi única e exclusiva de John F. Kennedy, iniciando-se a chamada Guerra Fria. Khrushchev seria substituído por Leonid Brejnev, e passaria os restantes sete anos de sua vida em prisão domiciliar, até morrer em Moscou a 11 de setembro de 1971.
Encontra-se sepultado no Cemitério Novodevichy, em Moscou, na Rússia.
|  |  |  |

## Principais ações políticas

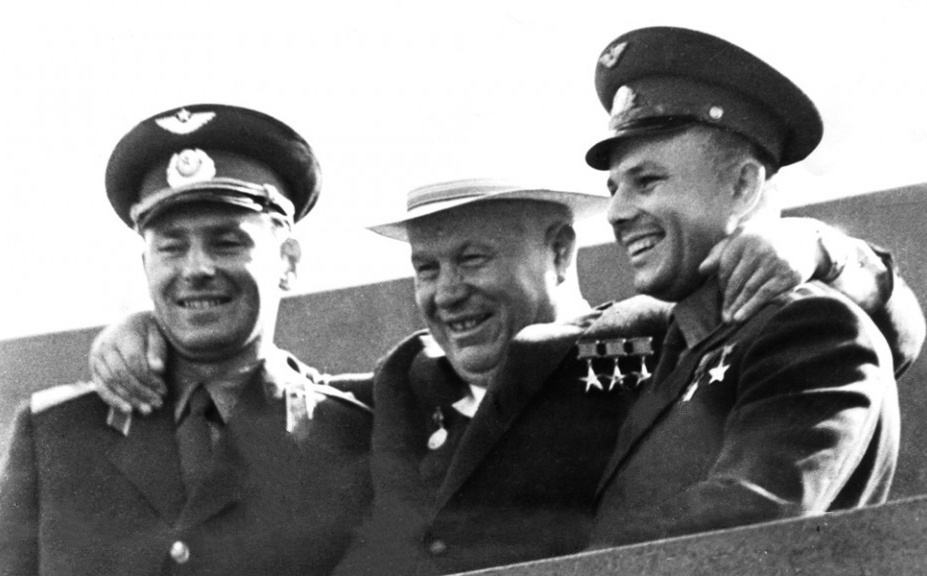
Com os cosmonautas Gherman Titov (esquerda) e Iuri Gagarin (direita) na Praça Vermelha em 20 de novembro de 1961.

- Criou, em 1955, o Pacto de Varsóvia, em resposta à criação da OTAN pelos Estados Unidos e países da Europa Ocidental.
- Reconciliou-se com o líder comunista da Iugoslávia, Josip Broz Tito.
- Ordenou a invasão da Hungria por tropas soviéticas, pondo fim à Revolução Húngara de 1956.
- Foi o principal mentor da doutrina da coexistência pacífica entre a URSS e os Estados Unidos e seus aliados (ver: Détente).
- Foi o responsável pelo afastamento da China de Mao Tsé Tung das relações com a URSS por manter conversações com os EUA e se recusar a ajudar o programa nuclear chinês.
- Iniciou o programa espacial soviético, que levou ao espaço o Sputnik, em 1957, e o cosmonauta Yuri Gagarin, em 1961, alcançando a liderança inicial da corrida espacial, disputada com os Estados Unidos.
- Forneceu apoio político e militar ao Egito durante a Crise do Canal de Suez, em 1956.
- Aprovou a construção do Muro de Berlim, em 1961, após a recusa do Oeste em aceitar seu ultimato para que Berlim Ocidental fosse incorporada ao restante da cidade e tornada área “livre e desmilitarizada”.
- Chefe de Estado quando da Crise dos mísseis de Cuba, em outubro de 1962, fez um acordo secreto com os EUA, trocando a retirada dos mísseis soviéticos de Cuba pela retirada dos mísseis norte-americanos da Turquia, em um tratado que muitos historiadores e analistas políticos consideram como uma das principais causas de sua desgraça junto aos demais dirigentes do Politburo soviético.
- Apresentou o slogan Comunismo em vinte anos no 22º Congresso do Partido Comunista da União Soviética.

## Leitura complementar
- Beschloss, Michael. The Crisis Years: Kennedy and Khrushchev, 1960–1963 (1991) excerpt
- Breslauer, George W. Khrushchev and Brezhnev as Leaders (1982)
- Crankshaw, Edward (1966). Khrushchev: a Career. [S.l.]: The Viking Press. OCLC 711943
- Hardy, Jeffrey S. The Gulag after Stalin: Redefining Punishment in Khrushchev's Soviet Union, 1953–1964. (Cornell University Press, 2016).
- Iandolo, Alessandro. "Beyond the Shoe: Rethinking Khrushchev at the Fifteenth Session of the United Nations General Assembly." Diplomatic History 41.1 (2017): 128–154.
- Khrushchev, Nikita (1960). For Victory in Peaceful Competition with Capitalism. [S.l.]: E.P. Dutton & Co., Inc. OCLC 261194
- Pickett, William B. (2007). «Eisenhower, Khrushchev, and the U-2 Affair: A Forty-six Year Retrospective». In:  Clifford, J. Garry; Wilson, Theodore A. Presidents, Diplomats, and Other Mortals: Essays Honoring Robert H. Ferrell. Columbia, Missouri: University of Missouri Press. pp. 137–153. ISBN 978-0-8262-1747-9
- Schoenbachler, Matthew, and Lawrence J. Nelson. Nikita Khrushchev's Journey into America (University Press of Kansas, 2019).
- Watry, David M. Diplomacy at the Brink: Eisenhower, Churchill, and Eden in the Cold War. Baton Rouge: Louisiana State University Press, 2014. ISBN 9780807157183.
- Khrushchev Sergei. Nikita Khrushchev and the Creation of a Superpower Penn State University Press 2001